# Rancagua
Rancagua (del mapudungun: Rangkawe ‘lugar de rancas’) es una ciudad y comuna de la zona central de Chile, capital de la provincia de Cachapoal y de la región del Libertador General Bernardo O'Higgins. Debido a la gran expansión de la ciudad durante los últimos años, ha llegado a formar junto a Machalí y Gultro la llamada Conurbación Rancagua, que es la octava aglomeración urbana más poblada del país.
La ciudad es conocida por ser la principal urbe de la Región, sirviendo como sede de importantes empresas del área de minería y agricultura, influenciadas principalmente por la migración estadounidense en el siglo XX con la conformación de la principal empresa de aquel tiempo Braden Copper Company, conocida actualmente como Codelco.
Es una de las ciudades más históricas y representativas del país por su tradición cultural y aportes a la historia de Chile, siendo escenario el 1 y 2 de octubre de 1814 de una de las batallas más recordadas en la época de la Patria Vieja chilena.

## Etimología y denominaciones populares
Antes de la conquista española, el valle del río Cachapoal estaba habitado por los cachapoales y es probable que el nombre de Rancagua sea una castellanización de la palabra en mapudungun rangka (Lasthenia kunthii) y we, en castellano "lugar", significando "lugar de rancas". También podría derivar de rangkül, una especie de caña o carrizo y we, "lugar"; es decir, significa «lugar en que hay cañas», o simplemente «cañaveral».
Con el paso del tiempo, Rancagua ha recibido una serie de denominaciones antonomásicas de origen popular, a propósito de características culturales de la ciudad y de su entorno; algunas de éstas son:
- «La ciudad de las antenas», denominación nacida de la gran cantidad de antenas de hilo que se instalaban en los techos de casas y departamentos hacia la década de 1970, y que eran vistas por los pasajeros que circulaban por la ruta 5 Panamericana.[7]
- «La histórica ciudad» o «Ciudad de héroes», denominación nacida a partir del Desastre de Rancagua, batalla que cambió la Historia de Chile (debido a que inició el período de la Reconquista española).[8]
- «La capital del rodeo» o «La ciudad huasa», denominación nacida del hecho que Rancagua sea la sede del Campeonato Nacional de Rodeo, que se desarrolla anualmente en la Medialuna Monumental de Rancagua.[9] y a partir del imaginario huaso que por décadas se le atribuye a la actual Región de O'Higgins.[10]
- «La ciudad celeste o del Capo de Provincia», denominación que se le hace al Club Deportivo O'Higgins, y a la gran cantidad de hinchas en esta ciudad.[11]

## Historia

### Primeros habitantes

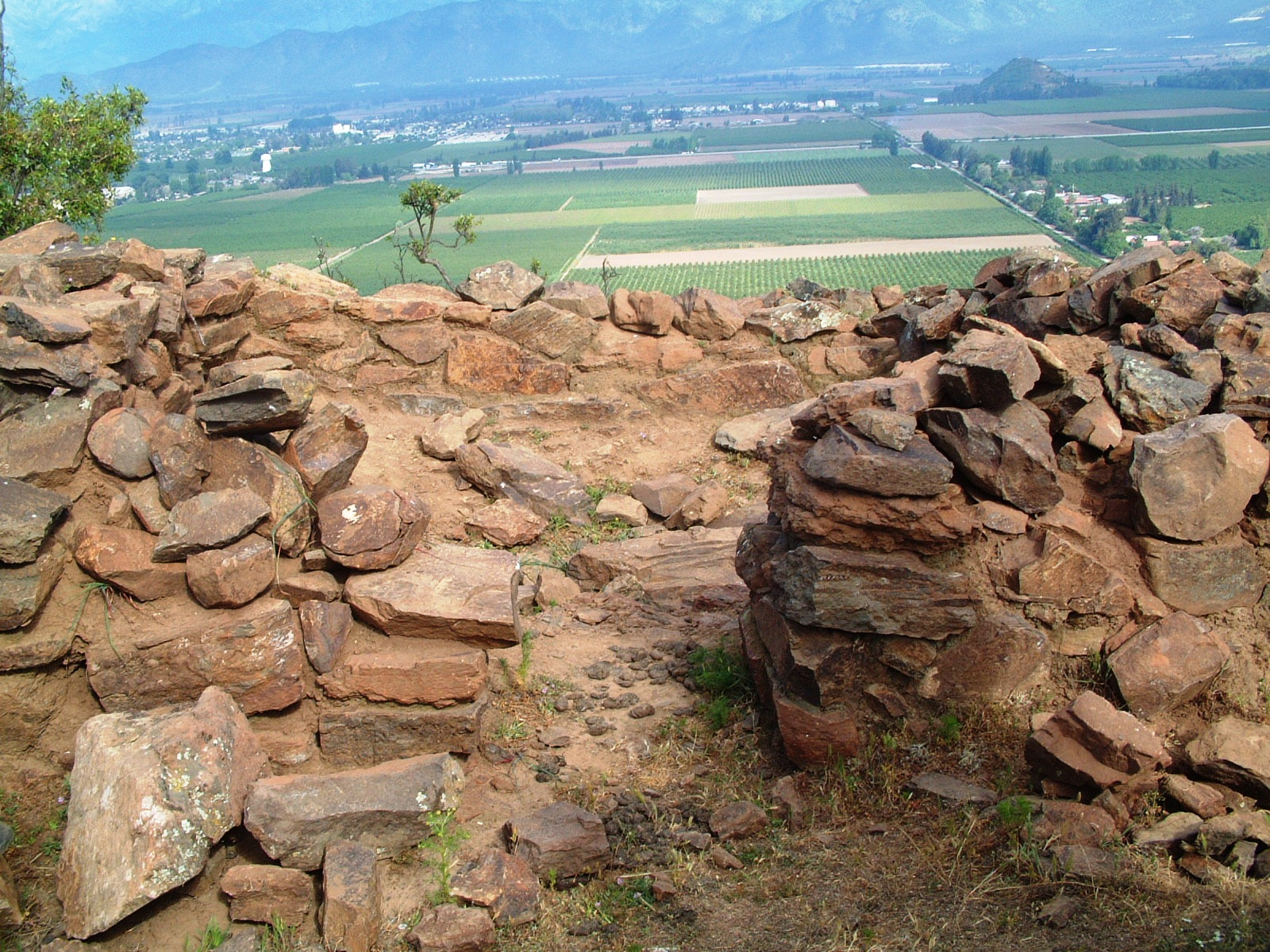
Vestigios del Pucará de La Compañía en el Valle de Rancagua.

Los picunches o promaucaes fueron los primeros habitantes conocidos del Valle de Rancagua. Los promaucaes construyeron un pucará en el cerro La Compañía y un puente colgante de cuerda y mimbre sobre el río Cachapoal, que facilitó las expediciones incaicas hacia el sur de su imperio, quienes utilizaron y fortificaron el pucará. Los incas construyeron después el pucará del cerro La Muralla, el más austral encontrado a la fecha. La presencia incaica no significó la pérdida de autoridad local, ni de sus tierras a los caciques picunches.
Durante la conquista en 1610 el pueblo indígena de Rancagua ya era administrado por el teniente español Francisco Gutiérrez de Caviedes de La Torre quien había llegado a Chile en 1605 aproximadamente a instalarse en la Estancia original del Capitán español Alonso de Córdoba y le compró tierras en 1617.[cita requerida]
Es así como el reducto de Rancagua fue conservado por los ascendientes del cacique Tomás Guaglen, el último de los picunches, que ejerció dominio hasta, que por propia voluntad, cedió territorios para la fundación de la futura ciudad de Rancagua, además de la donación de veinte cuadras de la estancia El Carmen por don Gabriel de Soto y Córdova, quien heredó a su sobrino Francisco de Soto, más adelante llamada fundo El Puente, cuya casa patronal existe hasta hoy.

### Fundación y primeros años

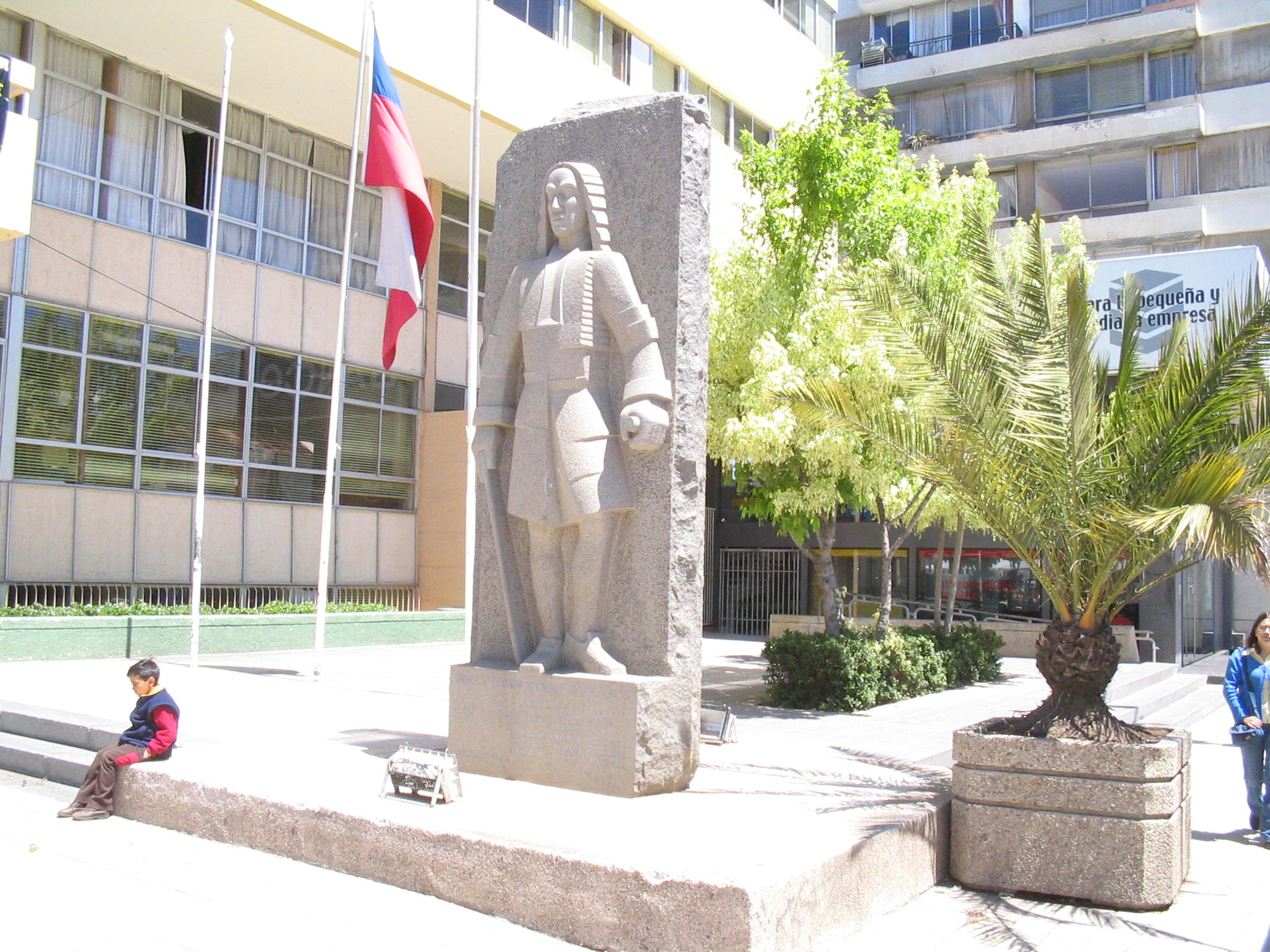
Monumento a José Antonio Manso de Velasco en Rancagua.

La fundación se realizó el 5 de octubre de 1743 con el nombre de Villa Santa Cruz de Triana y estuvo a cargo del Presidente de la Audiencia y Gobernador del Reino de Chile, José Antonio Manso de Velasco, siendo aprobado por Real Cédula del 29 de julio de 1749.
Tal como había hecho en la planificación de diversas ciudades coloniales, Manso de Velasco proyectó la ciudad según el plano ortogonal (también llamado damero), muy utilizado en España, que consiste en un plano similar a un tablero de ajedrez; 8 cuadras por 8 cuadras. Cada cuadra se dividía en 4 partes, denominadas solares. La villa estaba rodeada en sus cuatro lados por acequias (en las llamadas cañadillas). Se destacó la plantación de algunos árboles, especialmente álamos, que dieron origen años después a la Alameda.
A partir de esos años, la villa comenzó a organizarse. El Protector de la Villa, Martín Gregorio de Jáuregui, repartió las cuadras y solares demarcados, para las diversas funciones de la época. Entre esas designaciones, donó 2 cuadras (8 solares) a la orden de los franciscanos. Dicho terreno, actualmente constituye las dos manzanas delimitadas por las calles Estado, Almarza, Millán e Ibieta. En el año 1807, los padres Franciscanos levantaron en la actual esquina suroriente de las calles Estado e Ibieta su templo, la Iglesia San Francisco.

### Batalla de Rancagua

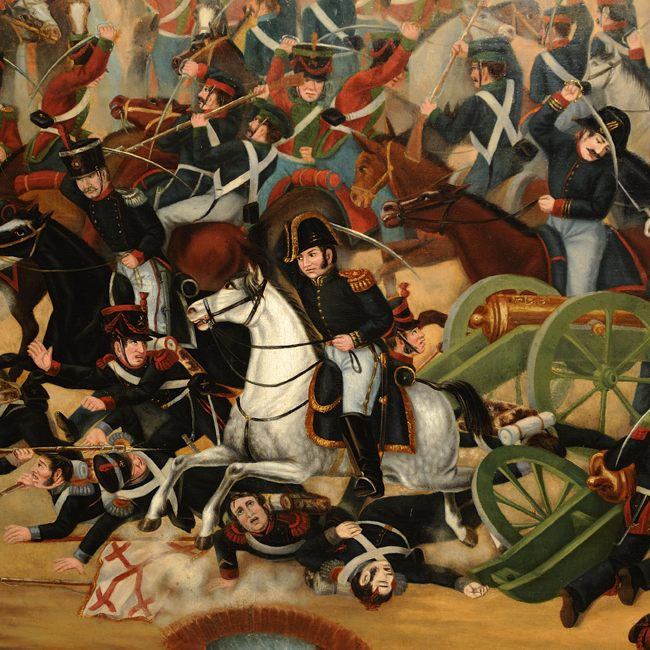
Detalle de la pintura La batalla de Rancagua de José Tomás Vandorse.

La ciudad de Rancagua fue testigo de la batalla que marca el fin de los primeros proyectos republicanos por la Independencia de Chile. El hecho ocurrió los días 1 y 2 de octubre de 1814. El brigadier Bernardo O'Higgins, al mando de José Miguel Carrera, se encerró en la plaza de la ciudad para detener las tropas realistas de Mariano Osorio, logrando resistir durante dos días, hasta que pudieron romper el cerco y huir. Durante el fragor de la batalla, O'Higgins dice nuevamente la frase que había acuñado meses antes en la batalla de El Roble: «O vivir con honor o morir con gloria», a las tropas.
La derrota de los patriotas en esta batalla produce el fin de la Patria Vieja, la huida de los líderes emancipadores a la Argentina y el comienzo del período histórico de la llamada Reconquista.
La heroica derrota que sufrieron las fuerzas patriotas en la plaza de Rancagua, provocó la casi total destrucción de la ciudad y la persecución de los que lucharon en la resistencia contra las autoridades realistas. Para honrar y perpetuar la memoria de estos acontecimientos, el Director Supremo, Bernardo O’Higgins, le confirió el título de ciudad «muy leal y nacional» el 27 de mayo de 1818. El mismo Decreto estableció el Escudo de la ciudad con el lema «Rancagua renace de sus cenizas porque su patriotismo la inmortalizó».

### SigloXIX

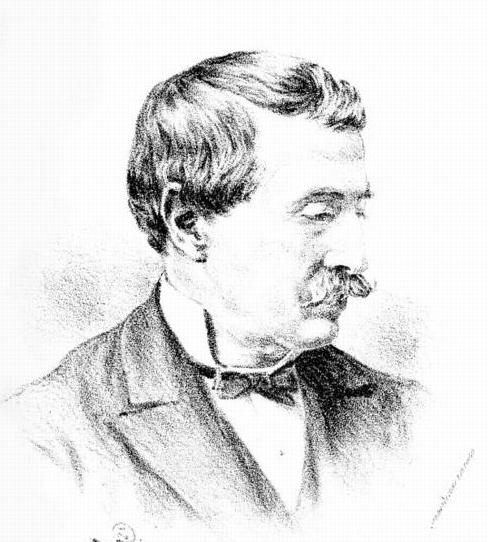
José Victorino Lastarria.

La elección del Cabildo en 1825, se vio marcada por el enfrentamiento entre O'Higginistas y Freiristas. Luego de una serie de complicaciones, se realizó la jura de la Constitución que se hizo con todas las formalidades, el 27 de septiembre de 1828. Más tarde se designó un Asesor Letrado, para dirimir los conflictos que se producían en la naciente ciudad. Hacia 1831 se comenzó la construcción de la alameda en la cañada norte, que fue inaugurada con una gran fiesta en 1834.
Administrativamente, Rancagua era cabecera del Departamento de Rancagua, perteneciente de la provincia de Santiago. En 1840 se creó el Colegio de Instrucción Superior, que serviría de continuación a los jóvenes egresados de la escuela municipal que existía. En 1842 surgió en Chile un gran movimiento intelectual, la Sociedad Literaria de 1842, que tuvo como gran protagonista al rancagüino José Victorino Lastraría. Una ley dictada el 25 de octubre de 1854 ordenó la instalación de un Juzgado de Letras en el Departamento de Rancagua.
En 1883, se crea la provincia de O'Higgins, a partir del sector oriental del antiguo Departamento de Rancagua, del que se segregan 10 subdelegaciones correspondientes al sector poniente del Departamento, que pasan a integrar el Departamento de Melipilla. La provincia de O'Higgins está formada por 3 departamentos: Rancagua, Maipo y Cachapoal, siendo su capital Rancagua, la que toma una nueva importancia.
Surgieron los primeros periódicos de la ciudad, como El Porvenir (1871), El Fénix (1872), El Lautaro, El Heraldo, El Crepúsculo, El Patriota y El Progreso y La Voz del Pueblo. El Lautaro sería la voz de los balmacedistas en la Revolución de 1891, y luego de la derrota del presidente Balmaceda el diario fue descontinuado y sus imprentas saqueadas. En 1892 llega a Rancagua el doctor Eduardo De Geyter, quien sería nombrado como médico de la ciudad. Su importante labor se extendió hasta 1925, año de su muerte.
Francisco Astaburoaga en 1899 en su Diccionario Geográfico de la República de Chile: 639  escribió sobre el lugar:

Rancagua.-—Ciudad con 5,757 habitantes, y capital del departamento de su nombre y de la provincia de O'Higgins. Está situada en medio de campos feraces y muy productivos, bajo los 34º 12' Lat. y 70° 45' Lon. á 82 kilómetros al S. de Santiago y dos de la orilla norte del Cachapual donde tiene un excelente puente. Su asiento, que se levanta 513 metros sobre el Pacífico, es plano y despejado y se comparte en manzanas de 116 metros por costado dejando calles de regular ancho, cortadas en ángulos rectos, ocho de N. á S. y otras tantas de E. á O. la mayor parte de ellas empedradas y parejas. En la intersección de dos de las calles centrales se abre una pequeña plaza y al frente de ella se hallan el edificio de la gobernación y oficinas públicas y la cárcel departamental. Posee tres iglesias, la parroquial, la de San Francisco y la Merced, de sencillo aspecto como es en lo general el caserío, un liceo de enseñanza superior, escuelas gratuitas para uno y otro sexo, juzgado de letras, un buen hospital, cementerio, oficinas de registro civil, de correos y de telégrafos, dos ó tres posadas y una alameda ó paseo á la parte norte. Al costado del poniente de la población tiene una estación el ferrocarril de la capital de la República al sur. Sus contornos son bien cultivados y su clima suave y muy sano. Fué fundada en 1743 por el Presidente Manso y Velasco con el título de villa de Santa Cruz de Triana, del nombre de un barrio de Sevilla, asentándose en terreno que para el efecto donó el cacique de ese distrito, Tomás Guaglen ó Guageluen, y de haberla fundado dió cuenta aquel el 30 de octubre de 1744, lo que aprobó la real cédula de 29 de Julio de 1749. A los dos años de su erección contenia 40 casas y algunos trapiches para la molienda de los minerales de oro de las minas descubiertas en las vecinas sierras de Alhué las cuales, durante su mayor auge, contribuyeron en mucho á su adelantamiento. El 1 y 2 de octubre de 1814 se hizo el teatro glorioso de la heroica resistencia á los invasores españoles, quedando casi demolida y abandonada; por lo que en honor y memoria de ese hecho, á la restauración de la Independencia, se le confirió el 27 de mayo de 1818 el título de ciudad con el dictado de muy leal y nacional. Por ley de 10 de diciembre de 1883 tomó el caracter de capital de su provincia.

### SigloXX

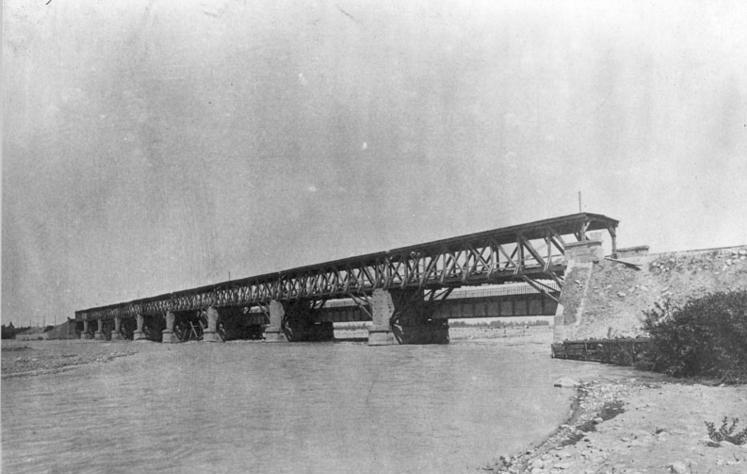
Puente sobre el Río Cachapoal, que conectaba Rancagua con la Ruta Panamericana al sur a inicios del.

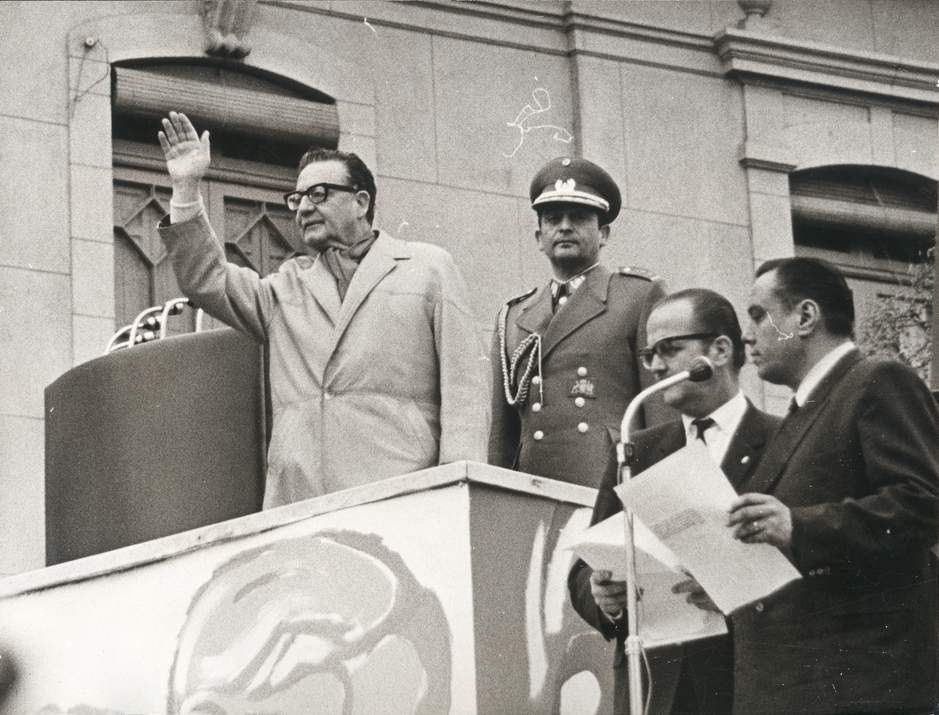
Salvador Allende en su discurso por la nacionalización del cobre en la Plaza de Los Héroes de la ciudad (1971).

Los avances que se iniciaron desde inicios del siglo XX permitieron un mayor desarrollo urbanístico de Rancagua. En 1903 se autorizó la implementación de un sistema de tranvías por calles Estado e Independencia, proyecto que sería concretado en 1919 con la instalación de tranvías eléctricos. En 1912 se instaló el Monumento a O'Higgins de la plaza de Los Héroes, reemplazando los pilones que existían en el mismo lugar.
El 2 de enero de 1922, se realizó en la ciudad el III Congreso del Partido Obrero Socialista, momento a partir del cual se refunda con el nombre de Partido Comunista de Chile. El 18 de octubre de 1925 se creó la diócesis de Santa Cruz de Rancagua por el papa Pío XI mediante la Bula Apostolici Muneris Ratio. El 25 de abril de ese mismo año se formó la Cámara de Comercio de Rancagua.
El geógrafo Luis Risopatrón lo describe a Rancagua en su libro Diccionario Jeográfico de Chile en el año 1924:: 751 

Rancagua (Ciudad) 34° 10' 70° 45'. Es formada por una sesentena de manzanas, de 116 m por costado, cortadas en ángulo recto por calles de regular ancho i agrupadas alrededor de una plaza formada en la intersección de dos de las calles principales; se encuentra asentada en un terreno plano i despejado, en medio de campos feraces i mui productivos, en la banda N del rio Cachapoal-. Tiene estación de ferrocarril, en la parte W i S de la ciudad, a 499 m de altitud e inaugurada en el año de 1859. Fué fundada en 1743 con el título de villa de Santa Cruz de Triana, del nombre de un barrio de Sevilla i se. construyeron en ella algunos trapiches, para la molienda de los minerales de oro de Alhué, que contribuyeron en mucho a su progreso; fué el teatro glorioso de la resistencia a los españoles, el 1 i 2 de octubre de 1814, en que quedó casi demolida i abandonada, por lo que restaurada la Independencia, se le confirió el 27 de mayo de 1818 él título de ciudad, con el dictado de «mui leal i nacional, autorizándosele el uso de un escudo de armas con el lema: «Rancagua renace de sus cenizas,- porque su patriotismo la inmortalizó». El aumento anual de la población en el período de 1895-1907 ha sido de 3,76%, con una proporción de alfabetos en esta última fecha de 48,9%. Goza de un clima suave i mui sano; se ha anotado en 11 años de observaciones 34,5° C i -9,5 ° C como temperaturas máxima i mínima i como promedias anuales 14° C para la temperatura, 13,9° C para la oscilación diaria, 74 % para la humedad relativa, 4,3 para la nebulosidad (0-10) i 378,5 mm para el agua caida; habiéndose rejistrado 478,3 mm de agua caida en 41 dias de lluvia, con 76,3 mm de máxima diaria, en 1921.

En 1956, se estableció que Chile sería el país sede de la Copa Mundial de Fútbol de 1962. Luego del terremoto de 1960 que arrasó con todas las ciudades al sur de Talca, se revaluaron las ciudades sedes del Mundial, descartándose Talca, Concepción, Talcahuano y Osorno, mientras que Antofagasta y Valparaíso desisten de ser sedes debido a que sus estadios no podían ser autofinanciados. Sin embargo, la Braden Copper Company, dueña de la mina El Teniente, permite la utilización del estadio El Teniente, que en ese entonces tenía capacidad para 8234 espectadores. Finalmente, Rancagua acogió al grupo D en el torneo mundial, compuesto por Hungría, Inglaterra, Argentina y Bulgaria. Los partidos en la ciudad se realizaron entre el 30 de mayo y el 10 de junio de 1962, donde se enfrentaron en cuartos de final Alemania Federal y Yugoslavia.
El 11 de julio de 1971 el presidente Salvador Allende dio su discurso por la nacionalización del cobre en la plaza de Los Héroes de la ciudad, ante los trabajadores de El Teniente. Con ese proceso, la mina pasó a ser completamente estatal, siendo desde 1976 propiedad de la Corporación Nacional del Cobre de Chile (CODELCO). En 1971 se inició Operación Valle, donde los habitantes del campamento minero Sewell fueron trasladados a Rancagua, generando un importante aumento de la población.
En 1981 se peatonizó calle Independencia, entre San Martín y Bueras. En la década de 1990 se continuaría con el tramo entre Bueras y la plaza de los Héroes. En 1990 fue inaugurado en el extremo norte de la ciudad el Shopping Center Punta del Sol, primer centro comercial construido fuera de Santiago.

### SigloXXI
En los primeros años del nuevo siglo, Rancagua sufrió la remodelación de varias de sus arterias principales, así como también de algunas zonas de su casco histórico, como es el caso de la plaza de los Héroes, que fue totalmente renovada durante el período del alcalde Pedro Hernández Garrido, y la peatonización del tramo sur de la calle Estado (entre la plaza de los Héroes y la Iglesia San Francisco, en la intersección con la avenida Millán), que se concretó en el año 2006. Ese mismo año se disputó la Copa Davis en la Medialuna Monumental de la ciudad.
En 2013 se inauguró el Teatro Regional de Rancagua y en 2015 se creó la Universidad de O'Higgins, con su casa central en la ciudad, que empezó a funcionar dos años más tarde.

## Geografía

### Geomorfología

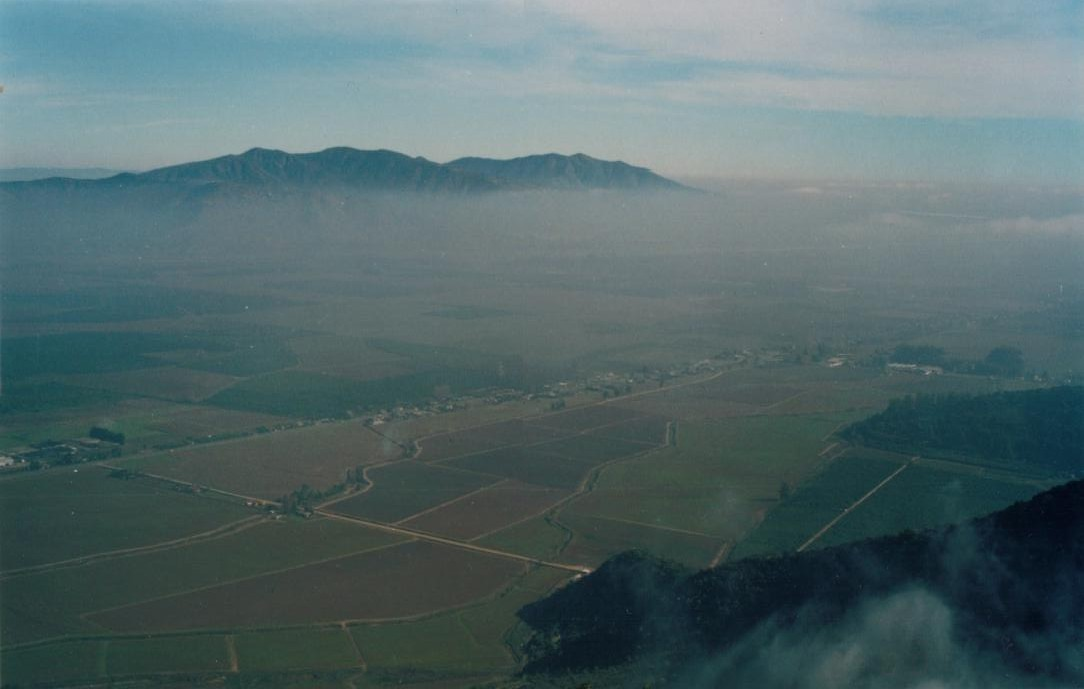
La Cuenca de Rancagua presenta las condiciones adecuadas para la agricultura de riego.

La ciudad de Rancagua se emplaza en la cuenca del mismo nombre, que se extiende desde la Angostura de Paine, hasta la Angostura de Pelequén, y que forma parte de la Depresión Intermedia. La característica principal de esta cuenca es que se encuentra encajonada entre la Cordillera de los Andes y la Cordillera de la Costa.
La Cordillera de Los Andes alcanza en esta cuenca su mayor altitud, entre el Aconcagua y el Pico del Barroso, donde las cumbres sobrepasan los 5.500 m s. n. m.
Dicha cuenca tiene un origen tectónico y está compuesta de sedimentos fluvio-glaciar-volcánicos. Tiene 60 km en su eje norte-sur y 30 km en sentido este-oeste. Tiene una altitud media de 400 m s. n. m.

#### Límites naturales de la comuna
La comuna limita al norte con el estero La Cadena, que la separa de la comuna de Graneros, al sur con el río Cachapoal que la separa de la comuna de Olivar, al este con el estero de Machalí que la separa de dicha comuna y al oeste con la loma de la Bandera y el cordón de los cerros de Lo Miranda que la separa de la comuna de Doñihue.

### Clima
El clima, según la clasificación climática de Köppen, es clima mediterráneo de lluvia invernal (Csb) y clima mediterráneo de lluvia invernal de altura (Csb (h)). Por lo tanto, las estaciones del año se presentan claramente marcadas, con veranos en general sumamente calurosos y secos e inviernos lluviosos, suaves y húmedos. En años fríos, no son raras unas leves nevadas. Aunque hay precipitaciones durante todo el año, los meses donde se concentran las lluvias son en mayo, junio, julio y agosto. En Rancagua, caen en promedio entre 505 y 538 mm anuales.
| Parámetros climáticos promedio de Rancagua                 | Parámetros climáticos promedio de Rancagua | Parámetros climáticos promedio de Rancagua | Parámetros climáticos promedio de Rancagua | Parámetros climáticos promedio de Rancagua | Parámetros climáticos promedio de Rancagua | Parámetros climáticos promedio de Rancagua | Parámetros climáticos promedio de Rancagua | Parámetros climáticos promedio de Rancagua | Parámetros climáticos promedio de Rancagua | Parámetros climáticos promedio de Rancagua | Parámetros climáticos promedio de Rancagua | Parámetros climáticos promedio de Rancagua | Parámetros climáticos promedio de Rancagua |
| Mes                                                        | Ene.                                       | Feb.                                       | Mar.                                       | Abr.                                       | May.                                       | Jun.                                       | Jul.                                       | Ago.                                       | Sep.                                       | Oct.                                       | Nov.                                       | Dic.                                       | Anual                                      |
| ---------------------------------------------------------- | ------------------------------------------ | ------------------------------------------ | ------------------------------------------ | ------------------------------------------ | ------------------------------------------ | ------------------------------------------ | ------------------------------------------ | ------------------------------------------ | ------------------------------------------ | ------------------------------------------ | ------------------------------------------ | ------------------------------------------ | ------------------------------------------ |
| Temp. máx. abs. (°C)                                       | 39                                         | 35.7                                       | 36                                         | 32.3                                       | 31                                         | 26                                         | 28                                         | 29                                         | 32                                         | 33.3                                       | 34.7                                       | 38                                         | 39                                         |
| Temp. máx. media (°C)                                      | 30                                         | 30                                         | 27                                         | 23                                         | 18                                         | 15                                         | 15                                         | 16                                         | 18                                         | 22                                         | 26                                         | 28                                         | 22.3                                       |
| Temp. media (°C)                                           | 21                                         | 20.5                                       | 18.5                                       | 15                                         | 11.5                                       | 9                                          | 8.5                                        | 10                                         | 11.5                                       | 14.5                                       | 17.5                                       | 19.5                                       | 14.7                                       |
| Temp. mín. media (°C)                                      | 12                                         | 11                                         | 10                                         | 7                                          | 5                                          | 3                                          | 2                                          | 4                                          | 5                                          | 7                                          | 9                                          | 11                                         | 7.3                                        |
| Temp. mín. abs. (°C)                                       | 5.4                                        | 5                                          | 3.5                                        | -1.8                                       | -5.9                                       | -6.2                                       | -4.9                                       | -6.2                                       | -2.3                                       | -3                                         | 1.6                                        | 3.3                                        | -6.2                                       |
| Lluvias (mm)                                               | 0                                          | 4                                          | 11                                         | 22                                         | 70                                         | 125                                        | 144                                        | 92                                         | 27                                         | 10                                         | 6                                          | 0                                          | 505                                        |
| Días de lluvias (≥ 1 mm)                                   | 0                                          | 1                                          | 1                                          | 2                                          | 4                                          | 6                                          | 6                                          | 5                                          | 3                                          | 2                                          | 1                                          | 0                                          | 31                                         |
| Fuente: MSN http://es.climate-data.org/location/2053/ 2008 |                                            |                                            |                                            |                                            |                                            |                                            |                                            |                                            |                                            |                                            |                                            |                                            |                                            |

### Hidrografía

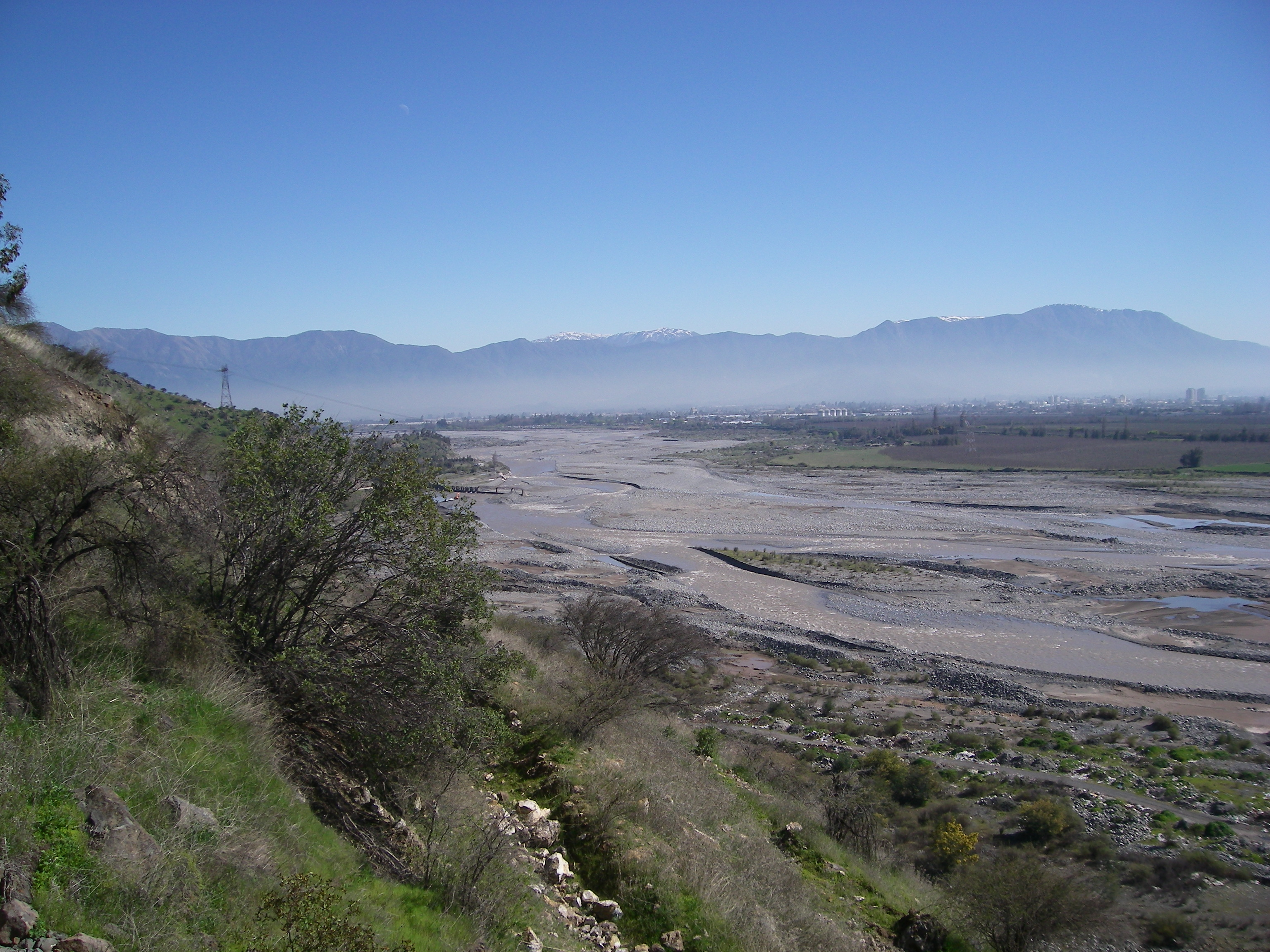
Río Cachapoal, desde el cerro Orocoipo. Al fondo se divisa la ciudad de Rancagua.

La comuna se halla en la cuenca hidrográfica de río Rapel. La ubicación del río Cachapoal fue preponderante en el asentamiento de los picunches en el valle de Rancagua. El Cachapoal es afluente norte del río Rapel. Tiene una hoya de una superficie de 6.370 km². Es de régimen pluvio-nival, tiene su nacimiento en la Cordillera de los Andes en el sector del volcán Overo, Pico del Barroso y Nevado de los Piuquenes. El Cachapoal es depositario, en el sector cordillerano, de las aguas de los ríos Las Leñas, Cortaderal, Los Cipreses, Coya y del Pangal (que da origen a la central hidroeléctrica "Pangal" que abastece de electricidad a la mina de El Teniente). En el valle, recibe por su margen izquierda las aguas del río Claro de Rengo, su principal afluente.
La presencia del Cachapoal en la cuenca de Rancagua favorece la existencia de un clima propicio para la agricultura. En el curso medio del río está la ciudad de Rancagua (en la ribera norte); del lado sur está la localidad de Gultro (comuna de Olivar).

## Medio ambiente

Trazado simplificado de los ecosistemas y cuerpos de agua presentes en la comuna de Rancagua.

El territorio de la comuna está inserto en una zona subhúmeda con predominio de vegetación mesófita. La vegetación más abundante en la zona consiste en espinos, palmas chilenas, boldos, litres y quillayes, muchos de los cuales son ocupados para carbón vegetal o para uso doméstico en chimeneas.

### Componentes bióticos
Dentro del territorio de la comuna se pueden hallar los siguientes ecosistemas:
- Bosque caducifolio mediterráneo costero donde predominan Nothofagus macrocarpa y Ribes punctatum (Vulnerable)
- Bosque esclerófilo mediterráneo andino donde predominan Quillaja saponaria y Lithrea caustica (Vulnerable)
- Bosque esclerófilo mediterráneo costero donde predominan Cryptocarya alba y Peumus boldus (Vulnerable)
- Bosque espinoso mediterráneo interior donde predominan Acacia caven y Prosopis chilensis (Vulnerable)
- Matorral bajo mediterráneo costero donde predominan Chuquiraga oppositifolia y Mulinum spinosum (Vulnerable)

### Medidas de protección ambiental y conflictos socioambientales
Hasta 2022, la comuna de Rancagua cuenta con las siguientes zonas que poseen algún nivel de protección ambiental:
- Alhué (Paisaje de Conservación)[40]
- Cordón de Cantillana (Sitios Ley 19.300)[41]
- Cordillera de la costa Norte y Cocalán (Sitios Ley 19.300)[42]
- Reserva Nacional Roblería del Cobre de Loncha (Reserva Nacional)[43]

## Demografía

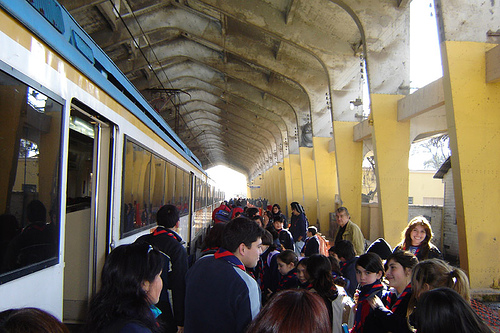
Gran parte de la población de las comunas aledañas a Rancagua debe desplazarse a esta ciudad por motivos de trabajo o estudio.

La comuna de Rancagua, según los datos del censo de 2017, reflejó una población de 241.774 habitantes, 27.400 habitantes más que en el censo de 2002. Según el censo, en Rancagua la distribución de la población por sexos es de 123.832 Mujeres y 117.942 hombres.
| Grupo de Edad | 2002    | 2017    | Distribución por grupos de edad en 2017 | Distribución por grupos de edad en 2017 | Distribución por grupos de edad en 2017 |
| Grupo de Edad | 2002    | 2017    | Comuna                                  | Región                                  | País                                    |
| ------------- | ------- | ------- | --------------------------------------- | --------------------------------------- | --------------------------------------- |
| 0 a 14        | 57.204  | 50.870  | 21,04                                   | 20,75                                   | 20,05                                   |
| 15 a 29       | 49.756  | 54.360  | 22,48                                   | 21,04                                   | 23,37                                   |
| 30 a 44       | 51.655  | 50.848  | 21,03                                   | 20,83                                   | 21,05                                   |
| 45 a 64       | 40.818  | 58.510  | 24,20                                   | 25,47                                   | 24,13                                   |
| 65 o más      | 14.911  | 27.186  | 11,24                                   | 11,91                                   | 11,40                                   |
| Total         | 214.344 | 241.774 | 100                                     | 1                                       | 1                                       |

| Gráfica de evolución demográfica de Rancagua entre 1907 y 2017 |
|                                                                |
| Fuente: INE                                                    |

## Administración

### Municipalidad

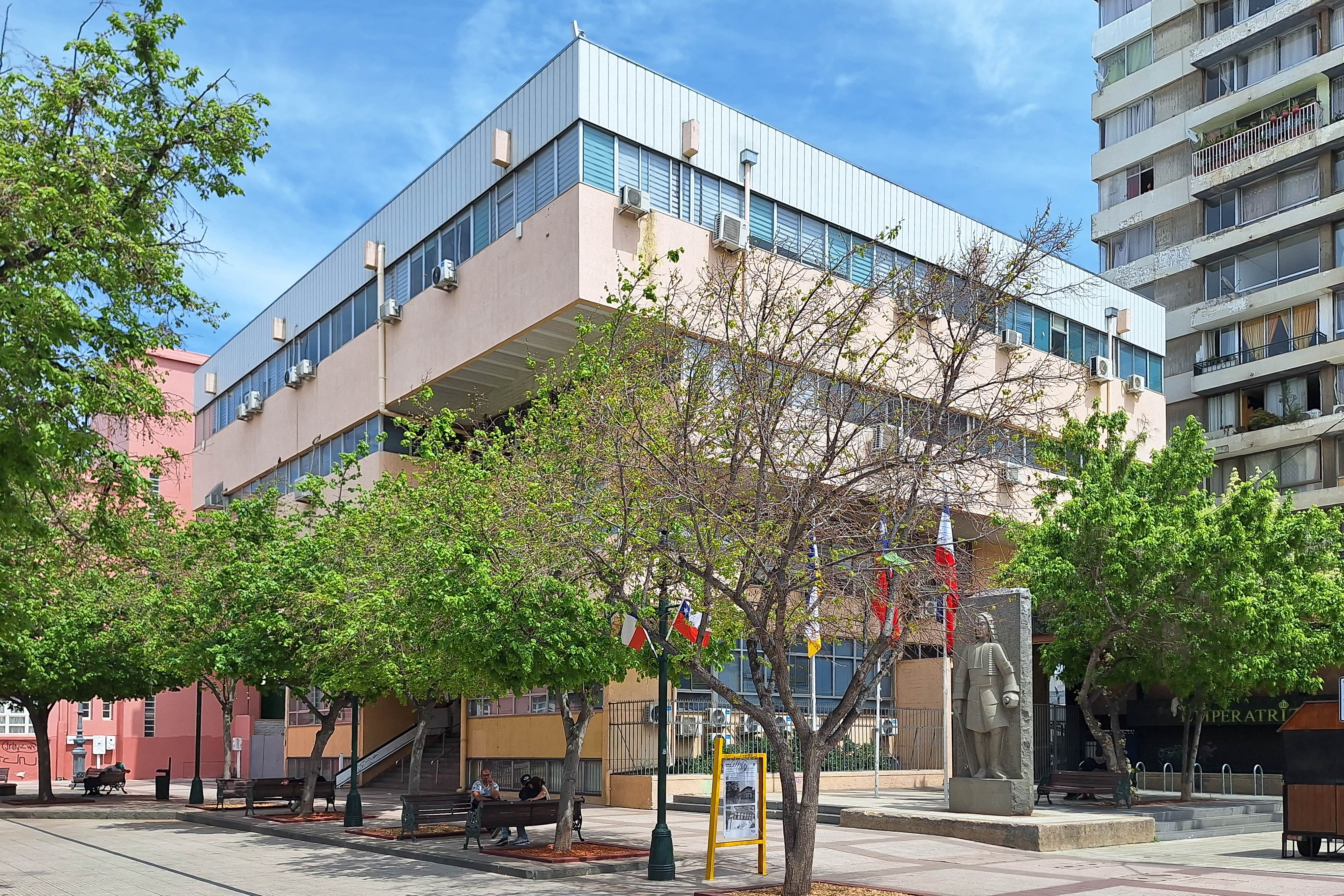
Edificio de la Municipalidad de Rancagua, ubicado en la Plaza de Los Héroes

La administración de la comuna de Rancagua corresponde a la Ilustre Municipalidad de Rancagua, dirigida para el periodo 2024-2028 por el alcalde Raimundo Agliati Marchant (Ind./Chile Vamos), quien cuenta con la asesoría del Concejo Municipal, compuesto por:
- Graciela Reinoso Jara (REP)
- María Sagredo Palacios (FA)
- Danilo Jorquera Vidal (PCCh)
- Arturo Jara Carrasco (Ind./UDI)
- Edwin Perrett Rojas (REP)
- María Orueta de Val (RN)
- Cristián Toledo Ponce (Ind./PR)
- Patricio Henríquez Henríquez (PS)
- Rómulo Burgos Pissani (Ind./AVP)
- Luis Guerra Pino (REP)

### Representación parlamentaria
Rancagua es una de las trece comunas que integran el distrito N.º 15, vigente desde el LV periodo legislativo del Congreso Nacional de Chile (2018-2022), siendo representado por 5 diputados. Además, pertenece a la VIII circunscripción senatorial, que desde 2022 es representada a través de tres escaños en el Senado.
En el Congreso, la comuna está representada por los senadores Alejandra Sepúlveda (FRVS), Javier Macaya (UDI) y Juan Luis Castro (PS). A su vez, es representada en la Cámara de Diputados por Raúl Soto (PPD), Diego Schalper (RN), Marcela Riquelme (FA), Natalia Romero (IND-UDI) y Marta González (IND-PPD).
Es la única comuna del distrito Cachapoal I del Consejo Regional de O'Higgins. Actualmente está representada por los consejeros regionales Pedro Hernández (UDI), Paula Muñoz (PDG), Germán Arenas (FA), Lennin Arroyo (IND-RN) y Mauricio Valderrama (PS).

## Economía

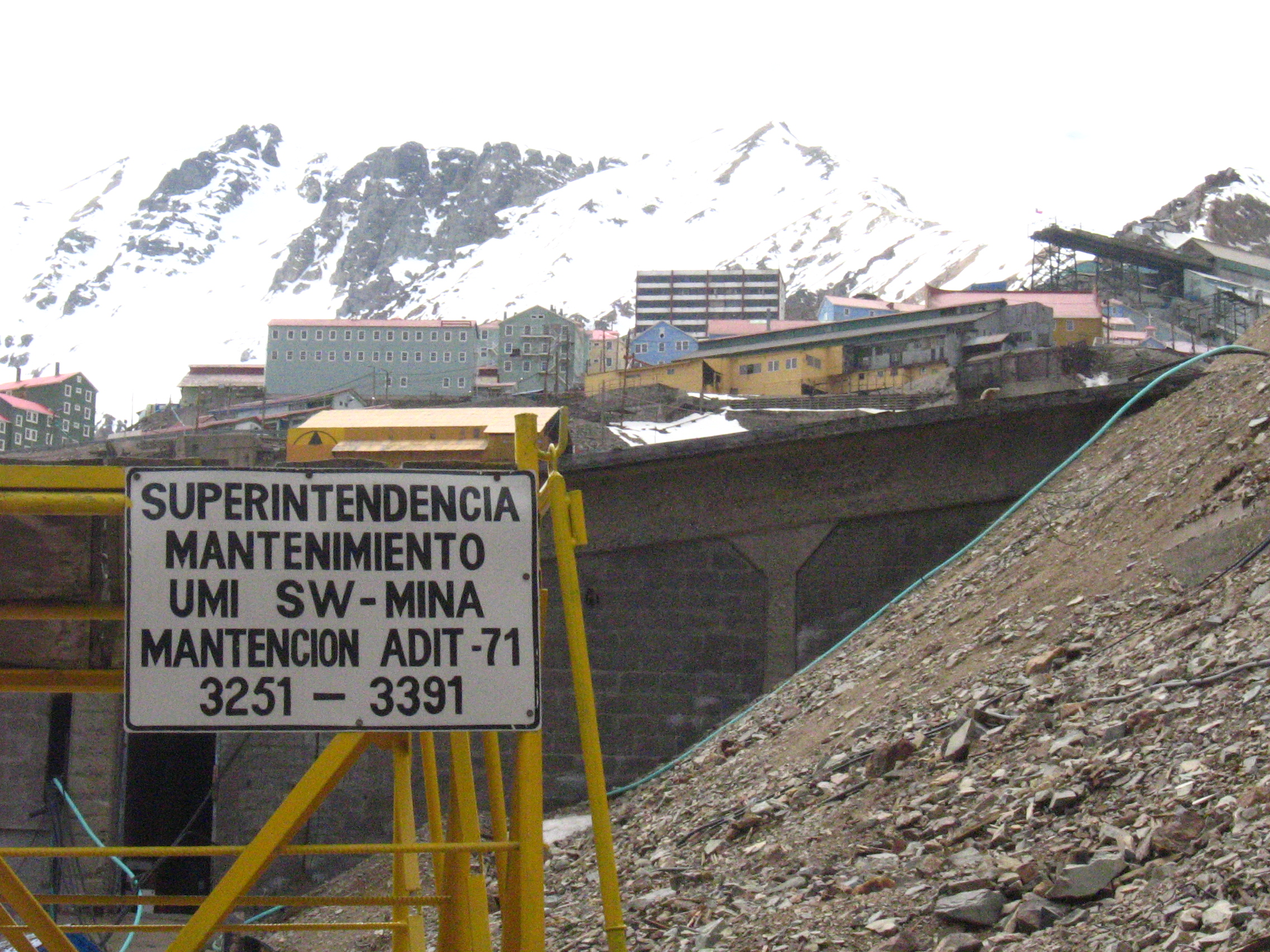
Mina El Teniente, la mina subterránea de cobre más grande del mundo.

### Sector primario
En el ámbito de la agricultura es el centro donde se reúnen la mayoría de los productos agrícolas de la región antes de ser exportados vía puertos de San Antonio o Valparaíso.
En el valle del Cachapoal, los grandes contrastes climáticos entre los faldeos de los Andes y los planos más cálidos del valle central favorecen la producción de vinos tintos generosos. Las vides ocupan alrededor del 80% de la superficie plantada. La mayor cantidad de hectáreas corresponde a Cabernet Sauvignon, seguida por Merlot y Carménère. En blancos, Sauvignon Blanc y Chardonnay.
A 50 minutos de la ciudad y en la Cordillera de los Andes se encuentra la mina de cobre El Teniente, actualmente explotada por Codelco Chile. Este yacimiento se constituye como una importante fuente laboral para los habitantes de la conurbación de Rancagua. La Braden Copper Company, antigua empresa propietaria de este yacimiento, fue fundamental en el desarrollo de la ciudad hasta los años 1960, tanto en aspectos materiales como culturales. También hay actividad minera a pequeña escala en el distrito minero de Chancón, en el noroeste de la comuna de Rancagua.

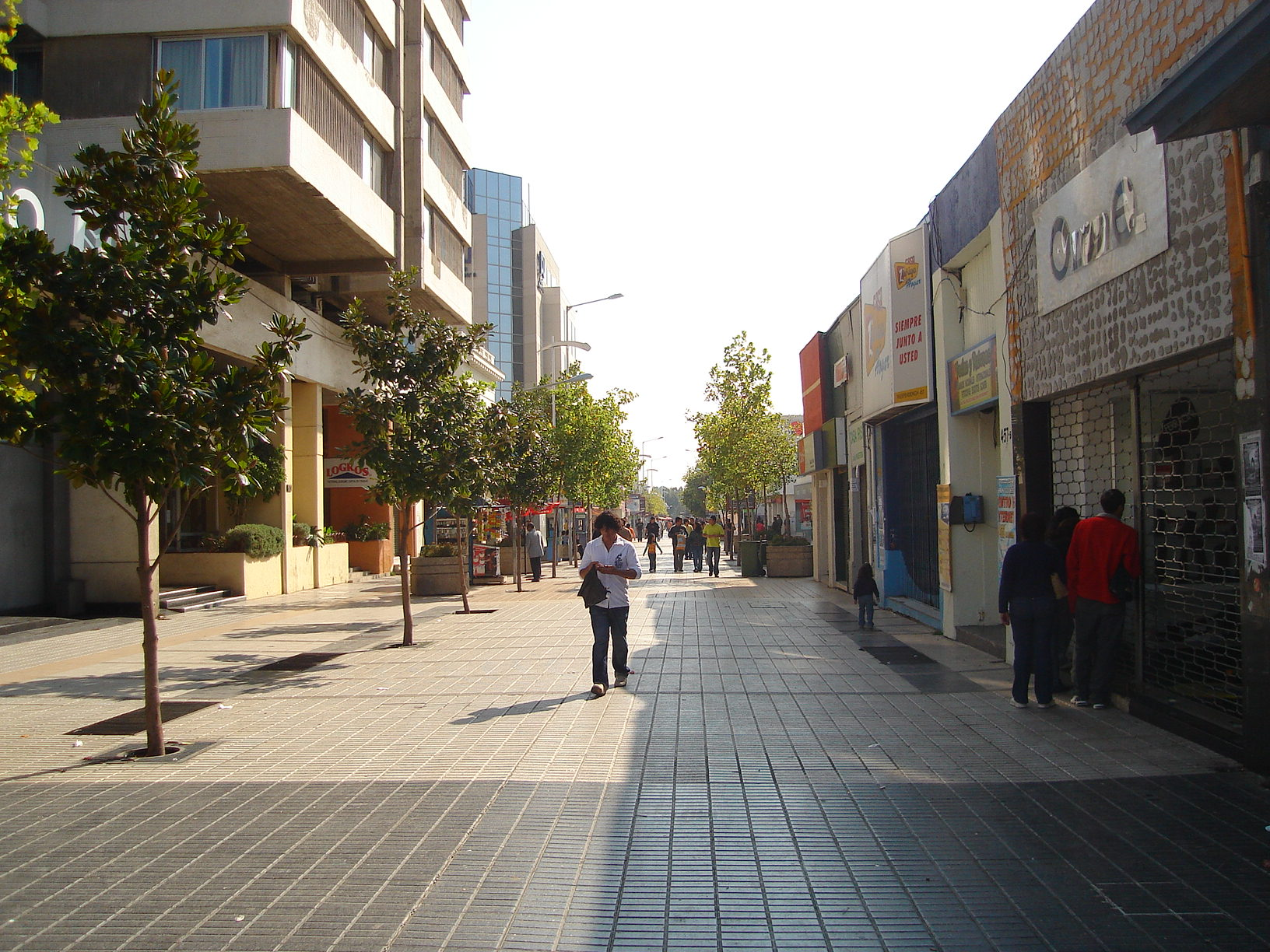
Paseo Independencia, uno de los principales ejes comerciales de Rancagua

### Sectores secundario y terciario
Rancagua ha desarrollado desde finales del siglo XX de una variada actividad de comercio. Los puntos de mayor actividad comercial son el eje formado por el paseo Independencia y la calle Brasil, y en los últimos años la carretera Eduardo Frei Montalva, también llamada Carretera del Cobre por llegar hasta los yacimientos cupríferos de la mina El Teniente. Esta importante vía de la ciudad ha desarrollado un auge comercial increíble desde el fin de la década de 1990, donde se han construido una serie de centros comerciales, hipermercados, locales comerciales, servicios e instituciones médicas, lo que ha aumentado considerablemente la plusvalía del sector oriente de la ciudad.
Esta ciudad no se destaca mucho por ser una urbe industrial, excepto en el campo alimentario. Existen algunos parques industriales, que bordean a la antigua ruta 5 Panamericana, y en la zona norte de la ciudad, pero que no son tan importantes a nivel nacional.

## Relaciones internacionales
La ciudad de Rancagua es sede de una serie de instituciones de relaciones internacionales, tales como la Unidad Regional de Asuntos Internacionales (URAI) del Gobierno Regional de O’Higgins, encargada del análisis y gestión de las relaciones bilaterales y multilaterales de la región con entidades de América Latina y el resto del mundo, la Comisión Corredor Bioceánico del Consejo Regional de O’Higgins, Unidad Regional de Promoción y Atracción de Inversiones (O'Higgins Investment), la oficina regional del Servicio Nacional de Migraciones, la oficina regional de la Dirección General de Promoción de Exportaciones (ProChile), el Departamento de Migraciones y Policía Internacional de la Policía de Investigaciones y la Oficina de Migración de la Municipalidad de Rancagua.
En materia de relaciones internacionales y educación superior, el principal actor dentro de Rancagua es la Dirección de Internacionalización de la Universidad de O’Higgins (UOH), encargada de la movilidad estudiantil y cooperación internacional a nivel global. Además, la UOH ha emprendido iniciativas de internacionalización con enfoque territorial, como la Academia de Inversión Extranjera Directa.
La Municipalidad de Rancagua ha implementado iniciativas de internacionalización como la Universidad Internacional de Rancagua, y la pertenencia desde el año 2002 a la red de municipalidades del Mercosur; Mercociudades.  

### Consulados
- España (Consulado Honorario)

- Siria (Consulado Honorario)

- Marruecos (Consulado Honorario)

## Servicios

### Salud
El Hospital Regional es la base de la atención médica pública de la región, que se complementa con 6 consultorios SAPU (Servicio de Atención Primario de Urgencia), además de un laboratorio perteneciente a la Municipalidad de Rancagua y una clínica veterinaria municipal. En el ámbito privado podemos encontrar otros hospitales, como el Hospital del Trabajador (Asociación Chilena de Seguridad), el Hospital Mutual de Seguridad y el Hospital Clínico FUSAT (Fundación de Salud de El Teniente), propiedad de CODELCO. También podemos encontrar clínicas privadas, como Isamédica, y la Clínica de Salud Integral. Para 2002 en Rancagua había 2,6 camas hospitalarias por cada 1000 habitantes.

#### Consultorios
Todos son administrados por CORMUN, la Corporación Municipal de Servicios Públicos Traspasados de Rancagua.
- Consultorio 1 "Dr. Enrique Dintrans", ubicado en Baquedano N°626.
- Consultorio 2 "Dr. Eduardo De Geyter", ubicado en San Pedro #1696, esquina av. Las Torres.
- Consultorio 3 "Dr. Abel Zapata", ubicado en avenida Bombero Villalobos N°010.
- Consultorio 4 "Dra. Maria Latife Saadi", ubicado en República de Chile esquina Recreo.
- Consultorio 5 "Dr. Juan Chiorrini", ubicado en Los Talaveras N°0444.
- Consultorio 6 "Ignacio Caroca", ubicado en avenida Constanza N°1790.
- Consultorio 8 "Dr. Nicolás Díaz", ubicado en avenida Nelson Pereira N°2411.

### Educación

#### Básica y media

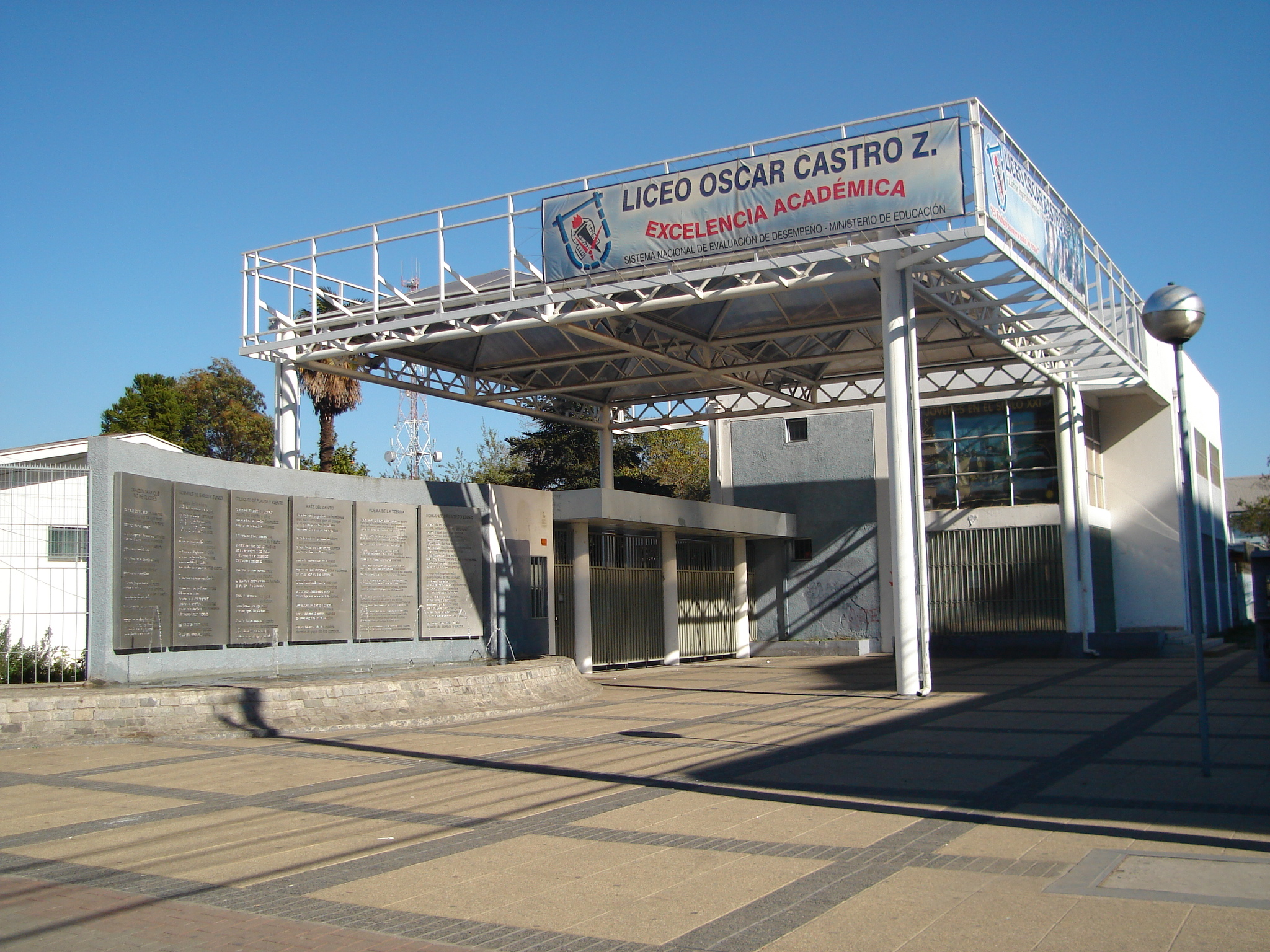
Liceo Óscar Castro antes de su reconstrucción.

Existe una variada oferta educativa en la ciudad, y dirigida a distintos intereses, tanto en el área científico-humanista, como en el área técnica. En datos concretos, en el año 2002 existía una cobertura del 96% en educación básica y de 83% en educación media.

Hay colegios y liceos que están bajo la supervisión y funcionamiento de la Municipalidad de Rancagua (Corporación Municipal de Servicios Públicos Traspasados de Rancagua, CORMUN), que son llamados «municipales» o «públicos». Algunos de los más destacados de este tipo son el Liceo Óscar Castro (ex Liceo de Hombres) y el colegio Moisés Mussa (ex Superior de Hombres N°1), considerado el colegio más antiguo del país (fundado en 1791).

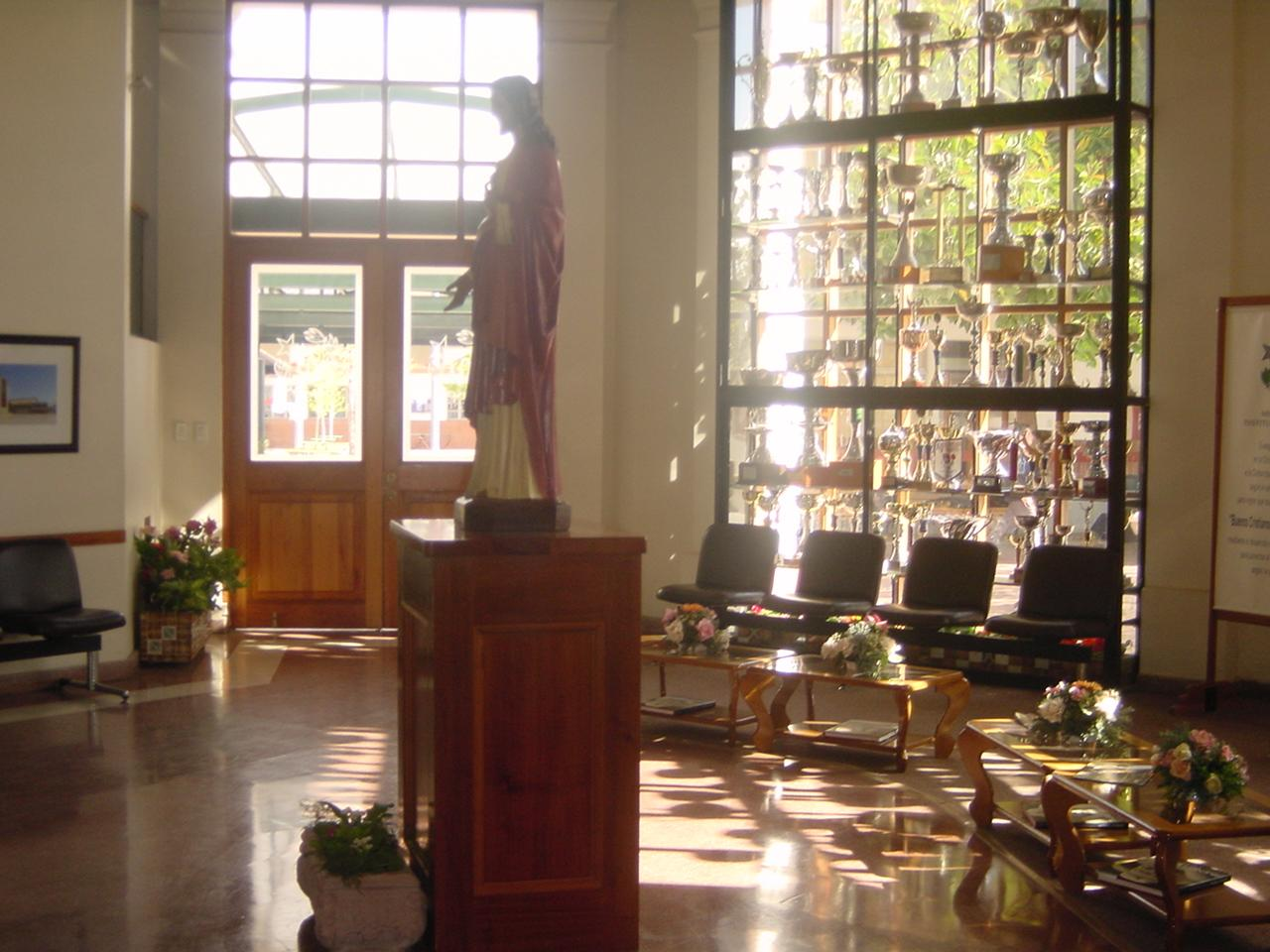
Instituto O'Higgins.

Son también importantes el Liceo María Luisa Bombal, Liceo José Victorino Lastarria y el Liceo Comercial Diego Portales. También destacan los Liceos Industriales que están bajo la tutela de corporaciones ajenas a la Municipalidad; el Liceo Ernesto Pinto Lagarrigue (ex B-5) bajo la Cámara Chilena de la Construcción y el Liceo Pdte. Pedro Aguirre Cerda bajo la administración de la USACH.
En la categoría de los colegios particulares pagados, que son mantenidos sólo con el aporte de los apoderados, existen tanto colegios confesionales (principalmente enseñanza católica), como el Instituto O'Higgins, fundado en 1915 por los Maristas, y los colegios laicos como el colegio Coya (entre Rancagua y Machalí), el Instituto Inglés, entre otros. Otros colegios administrados por privados, conocidos como particulares subvencionados, son el colegio Don Bosco, colegio Javiera Carrera, Instituto Regional de Educación (I.R.E.), entre otros.

#### Superior

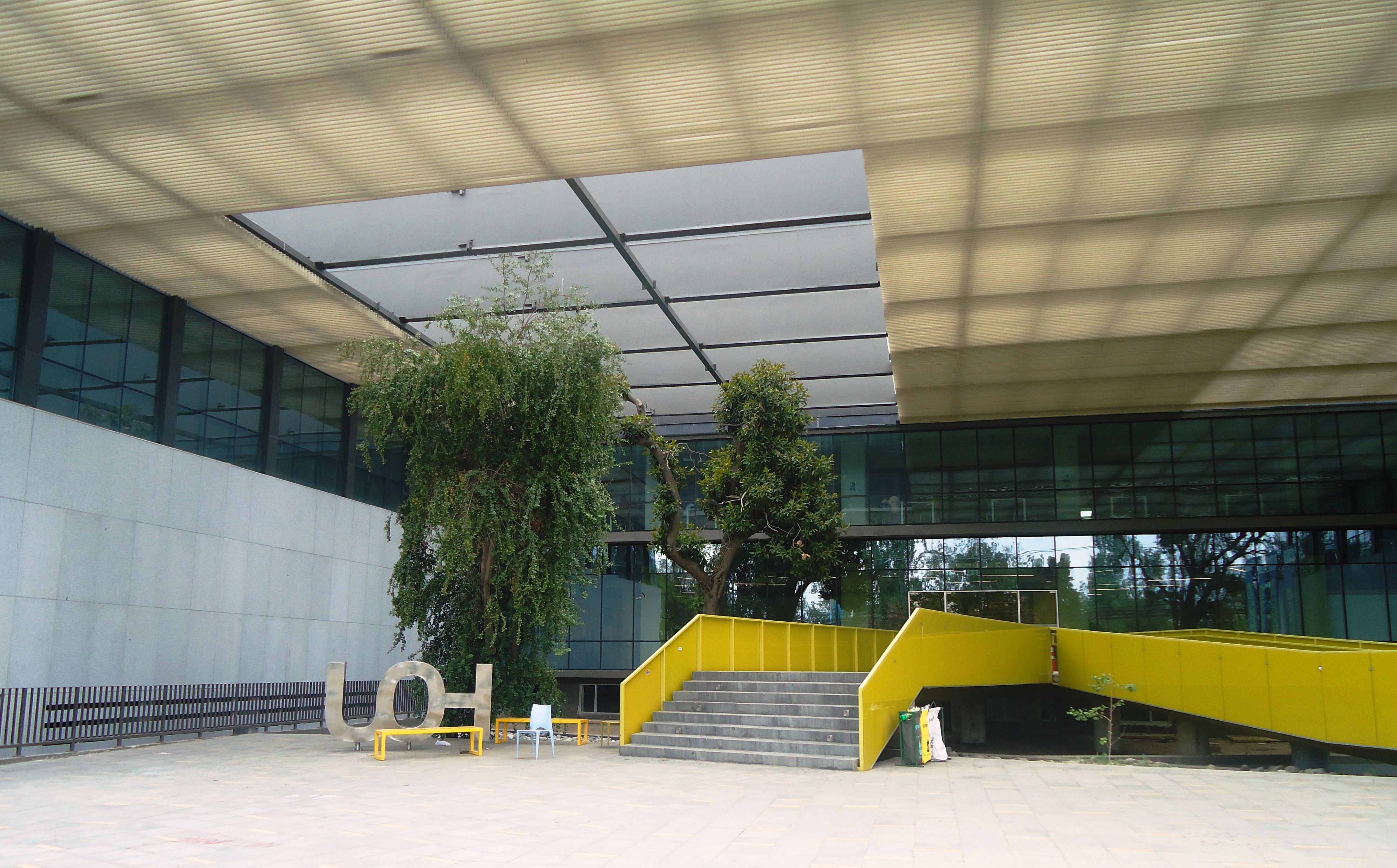
Frontis de la Universidad de O'Higgins.

Rancagua cuenta con la Universidad de O'Higgins, institución estatal cuya casa central está ubicada en dicha ciudad, creada por ley en el año 2015, y que comienza sus clases el 2017.
Además de esta universidad, se pueden encontrar sedes de universidades privadas (Universidad de Aconcagua, Universidad La República y la Universidad Santo Tomás). Rancagua cuenta también con una variada oferta de institutos profesionales y centros de formación técnica como INACAP, Instituto Profesional AIEP, Instituto Profesional de Chile y el Instituto de Estudios Bancarios Guillermo Subercaseaux.
En el pasado también funcionaron en Rancagua universidades locales como Leonardo da Vinci, Educares y de Rancagua –esta última dio paso a la actual Universidad de Aconcagua–.

### Bibliotecas públicas
Podemos encontrar dos bibliotecas abiertas a la comunidad en la ciudad, la biblioteca pública Santiago Benadava (nº251) y la biblioteca pública Eduardo De Geyter (nº34). El índice de libros por habitante en las bibliotecas públicas fue de 0,7 en 2001.

### Seguridad y orden público
El Ejército de Chile cuenta con el centro de reservista "La Independencia" de la Brigada de Aviación del Ejército de Chile.

## Cultura

### Gastronomía
Las actividades agrícolas de Rancagua, como el cultivo del maíz, tomates, trigo, hortalizas, entre otras, han permitido un fácil acceso de la población a los alimentos que son la base de la gastronomía nacional, sobre todo por la existencia de ferias libres en distintos puntos de la ciudad. Los platos típicos que abundan en esta zona son pastel de choclo, humitas, empanadas, porotos, pastel de papa, carbonada y asado.
En la ciudad destacan algunos lugares en cuanto a su oferta gastronómica. El Café Reina Victoria es toda una tradición de la gastronomía local con una amplia gama de repostería y comida rápida chilena (completos, churrascos, chaparritas, etc.), El Viejo Rancagua, en el paseo del Estado, es un lugar donde el ambiente bohemio de la ciudad se reúne y que destaca por sus chorrillanas. En la céntrica calle Rubio se encuentra el restaurante La picá de la Tía Julia, lugar donde se encuentran churrascos de Rancagua y salsa de ají para acompañamiento. Saliendo de Rancagua hacia el sur por la ruta 5, existen varios locales de comida tradicional en las calles de servicios de la Autopista del Maipo, como el Mini Restaurante (Gultro, Olivar), antes llamado Mini Sheraton, y el restaurante Juan y Medio (Rosario, Rengo).

### Celebraciones
Cada 2 de octubre se conmemora la Batalla de Rancagua con un desfile en el estadio El Teniente de Rancagua. A este desfile asisten las Fuerzas Armadas y Carabineros de Chile, principales instituciones de la ciudad, colegios y liceos. Precisamente fue en el marco de esta conmemoración cuando, el entonces presidente de Francia, Charles De Gaulle, visitó la ciudad de Rancagua, y presenció junto al presidente chileno de la época, Jorge Alessandri, el desfile del 2 de octubre de 1964 (sesquincenario de la Batalla de Rancagua).
Durante todo el mes de octubre también se realizan las «Fiestas Rancagüinas», donde se celebra el aniversario de la ciudad. A lo largo de estas semanas se realizan diversas actividades artísticas, culturales, y recreativas, que culminan con un gran show con artistas invitados y el lanzamiento de fuegos artificiales.
Desde el año 2002 se realiza en la plaza de los Héroes, durante el desarrollo del Campeonato Nacional de Rodeo (a principios de abril), una feria costumbrista denominada «Fiesta Huasa». En ella se realizan shows folclóricos y exposiciones gastronómicas con productos de la VI región. Para la versión 2007 de la «Fiesta Huasa», realizada en conjunto con la Federación del Rodeo Chileno, se elaboró la chupalla más grande del mundo, y fue expuesta en la feria como atractivo principal.
También se realiza, desde el año 2008, el «Festival de Jazz Internacional de Rancagua», con el apoyo de la Embajada de Estados Unidos, Codelco Chile, y la Caja de Compensación Los Andes, destacándose en su primera versión la presentación del grupo estadounidense Western Jazz Quartet de Míchigan.

### Rancagüinos

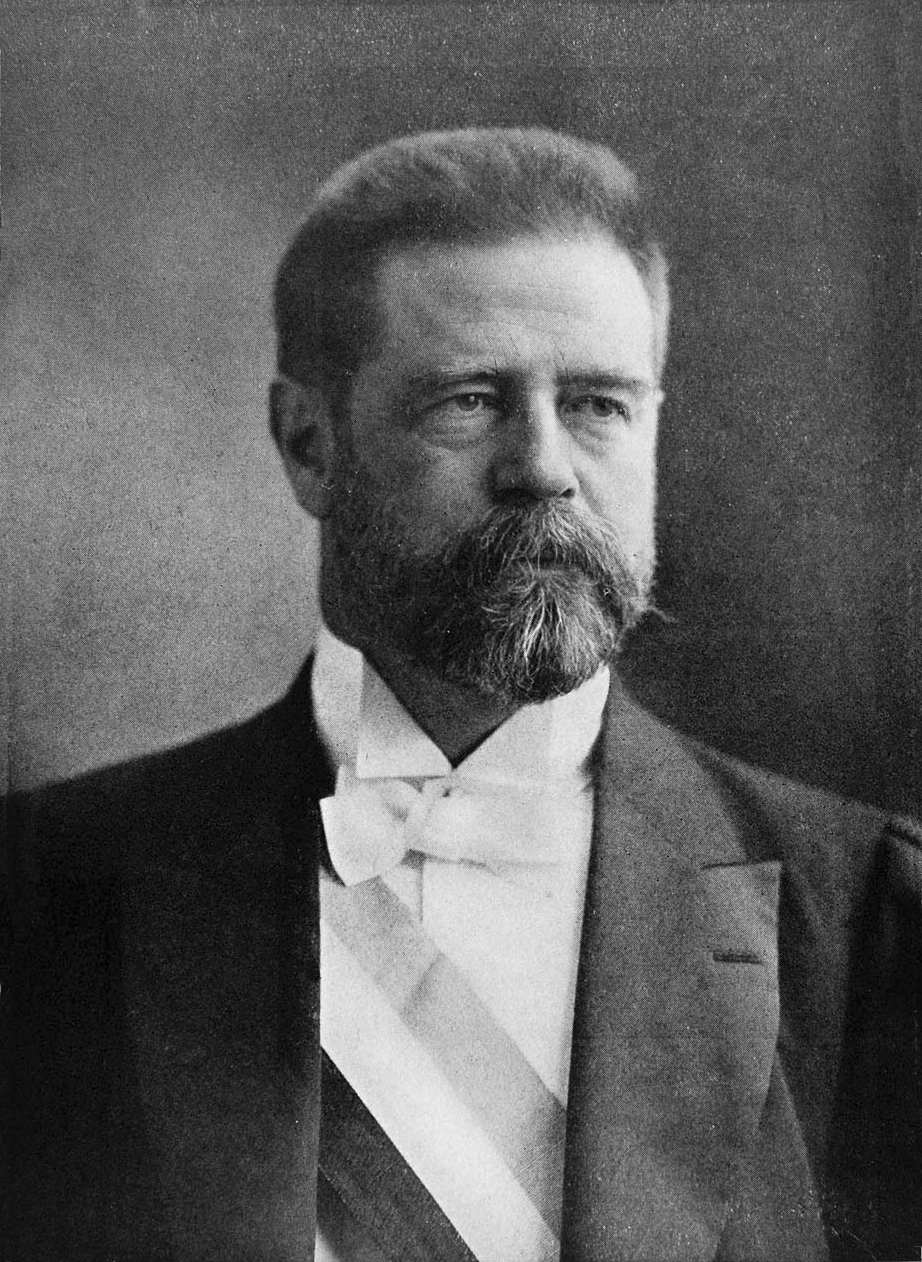
Germán Riesco.

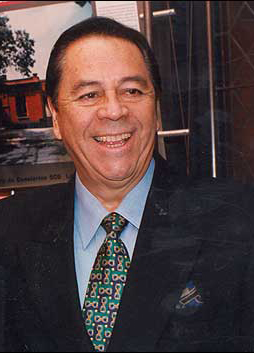
Lucho Gatica.

La ciudad de Rancagua ha sido cuna de diversas personalidades destacadas en diferentes ámbitos. Entre ellos se encuentra Juan Nicolás Rubio, empresario y político; Germán Riesco Errázuriz, quien fue presidente de Chile entre 1901 y 1906. También se destaca el abogado y diplomático Santiago Benadava; José Victorino Lastarria, político y revolucionario; el poeta, escritor y profesor Óscar Castro Zúñiga; el escultor Samuel Román Rojas; y el reconocido cantante de boleros Lucho Gatica, de fama internacional.
Además, entre las figuras contemporáneas sobresalen Alberto Cienfuegos, exgeneral director de Carabineros de Chile; Mario Antonio Núñez y Clarence Acuña, ambos exfutbolistas, siendo Acuña seleccionado nacional en la Copa Mundial de Fútbol de 1998; el político y exministro de Estado Mario Fernández Baeza; el presentador de televisión Iván Arenas; y el ingeniero civil Víctor Pérez Vera, rector de la Universidad de Chile entre 2006 y 2014.

### Himno
La letra del himno de la ciudad fue escrita por el destacado poeta chileno Óscar Castro Zúñiga. La música fue compuesta por Fernando Morales, y los arreglos musicales fueron encargados a Antonio Muñoz. Fue interpretado por primera vez por el Coro Braden de la ciudad. En la canción se evoca la Batalla de Rancagua, ocurrida el 1 y 2 de octubre de 1814, y que es uno de los hechos más importantes que ha transcurrido en la ciudad.

### Monumentos

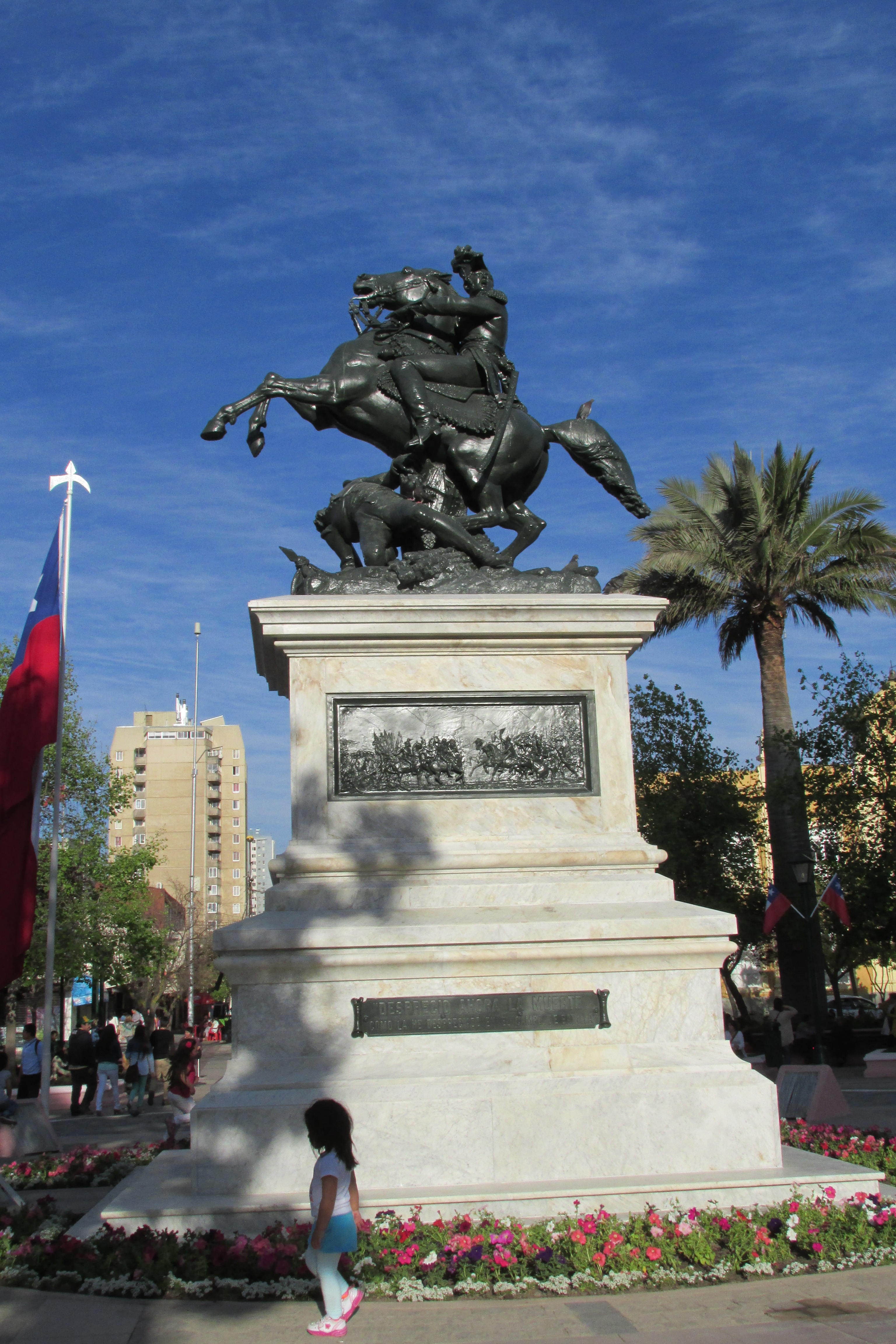
Monumento a Bernardo O'Higgins.

#### Esculturas
Rancagua cuenta con varias estatuas y esculturas en sus plazas y calles, pero muchas de ellas se encuentran en mal estado y a falta de mantención. Entre estos monumentos, podemos encontrar:
- Monumento ecuestre a Bernardo O'Higgins en la plaza de los Héroes.
- Estatua a José Manso de Velasco en la plaza de los Héroes a un costado de la Municipalidad.
- Busto de Arturo Prat en la plaza de la Marina frente a la estación de ferrocarriles.
- Busto de Ignacio Carrera Pinto en la plaza de la Concepción.
- Bustos a personajes de la Historia de Chile en el coloquialmente conocido Paseo de los Presidentes de la Alameda: José Miguel Carrera, Germán Riesco, Pedro Aguirre Cerda, José Manuel Balmaceda y Ramón Freire (de estos dos últimos solo quedan los pedestales).
- Monumento al Presidente Salvador Allende en el bandejón de la Alameda.
- Escultura Acoplamiento en la Alameda, donada por el concesionario automotriz Coseche.
- Escultura Hacia el Mañana de Hernán Puebla. Tiene forma de cohete y se encuentra en el paseo de los Niños de la Alameda.
- Amor Conyugal, del célebre escultor rancagüino Samuel Román.

#### Murales
- El Sitio de Rancagua, obra de las artistas Voluspa Jarpa y Natalia Babarovic en la Estación de ferrocarriles.
- Recuerda cuando de Guillermo Valdivia, en el paso bajo nivel de la Alameda con la Carretera. Muestra varios momentos y personajes de la Historia de Rancagua.

## Lugares de interés

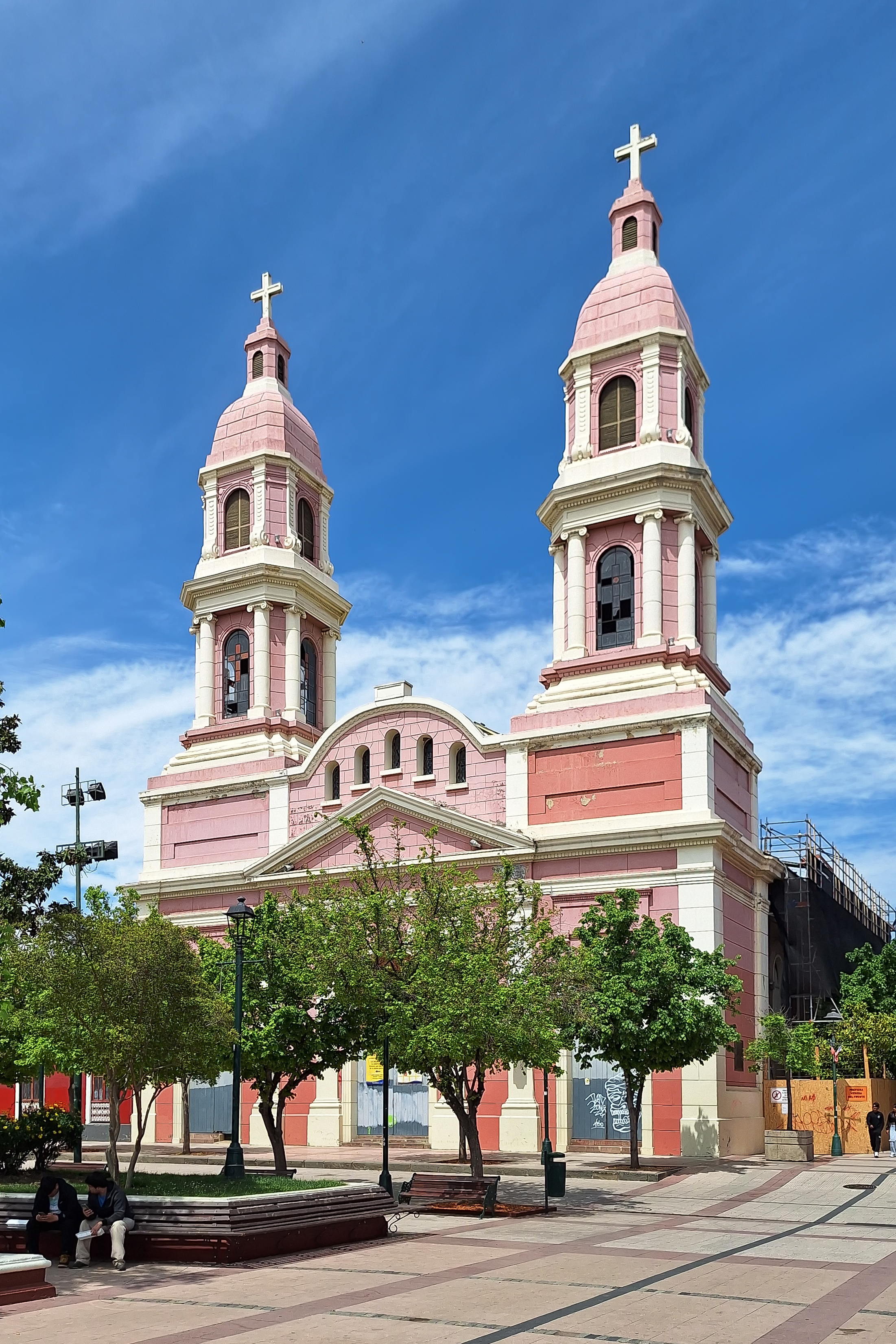
Catedral de Rancagua
Ubicada en la plaza de los Héroes de Rancagua.

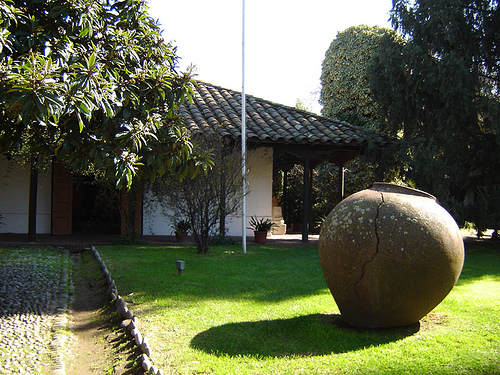
Museo Regional de Rancagua
Edificio de estilo de construcción colonial, que es Monumento Histórico de Chile.

### Plaza de Los Héroes
A pesar de no ser una ciudad turística, Rancagua tiene varios atractivos, delegados en su mayoría por ser la histórica ciudad de la independencia chilena. La plaza de Armas, llamada Plaza de los Héroes, fue el escenario donde Bernardo O'Higgins y sus hombres sostuvieron el sitio en la Batalla de Rancagua. La plaza, se destaca porque sus calles la atraviesan por el centro dando forma a una cruz, forma que comparte con la plaza de Armas de Combarbalá y Vallenar, está rodeada por importantes edificios como la Catedral, la Intendencia de la Región de O'Higgins, la Gobernación Provincial de Cachapoal, entre otros.
Una cuadra hacia el norte está ubicada la Iglesia de la Merced, cuya construcción data desde el siglo XVIII y es conocida por el importante papel histórico en la Batalla de Rancagua, lugar desde donde el padre de la patria, don Bernardo O'Higgins, vigilaba desde la torre esperando inútilmente la ayuda de José Miguel Carrera. Junto a la iglesia se encuentra la casa parroquial.

### Calle del Estado
Al sur de la plaza está la calle del Rey (actual Paseo del Estado), calle que en la época fundacional era el centro de la actividad urbana, y en donde se ubican importantes casas coloniales.
El Museo Regional de Rancagua está ubicado en pleno casco histórico de la ciudad. Las dos casas que forman el museo datan del siglo XVIII y son los únicos vestigios de la época de la fundación de la Villa Santa Cruz de Triana, actual Rancagua. Su estructura en torno a patios, con amplios corredores, techos de teja y gruesos muros de adobe, hacen de ellas un ejemplo de la arquitectura tradicional chilena.
El museo cuenta con una colección permanente y variadas exhibiciones que se renuevan periódicamente.
Ambas casas, que ocupaban un solar cada una, forman parte de una Zona Típica de la ciudad de Rancagua junto con la Plazuela Marcelino Champagnat (llamada antiguamente Plazuela Santa Cruz de Triana, en honor al nombre fundacional de la ciudad), que se ubica en el frontis del Instituto O'Higgins. Es por su importancia histórica que las casas del Museo Regional fueron declaradas Monumento Nacional en el año 1980.
Una cuadra más al sur, llegando a calle Millán se ubica la Iglesia de San Francisco. En la cuadra siguiente se encuentra la Casa de la Cultura, antigua construcción que formara parte de las Casas Patronales del Fundo El Puente, hijuela de la Hacienda El Carmen y que en la Batalla de Rancagua sirvieron de Cuartel al Estado mayor del coronel realista Mariano Osorio. La casa es Monumento nacional. Actualmente es un recinto donde se exponen obras artísticas.

### Alrededores
También el turismo se desarrolla en las comunas aledañas a Rancagua. Subiendo por hacia la Cordillera, en la comuna de Machalí se encuentran las Termas de Cauquenes, conocidas por las propiedades que tienen sus aguas, fueron visitadas incluso por José de San Martín y Bernardo O'Higgins, importantes próceres de la Independencia de Latinoamérica. Para acceder a estas termas se debe tomar la Ruta del Ácido. Además por esta misma ruta es posible llegar a la Reserva Nacional Río de Los Cipreses, administrada por la CONAF.
Los ríos Cachapoal y Tinguiririca son los que alimentan al mayor lago artificial del país, el Lago Rapel. Fue creado en un primer fin como embalse para la Central Hidroeléctrica Rapel, pero con el paso de los años, diversos recintos turísticos y casas de veraneo fueron ocupando su ribera, hasta el día de hoy.

## Transporte

### Transporte urbano

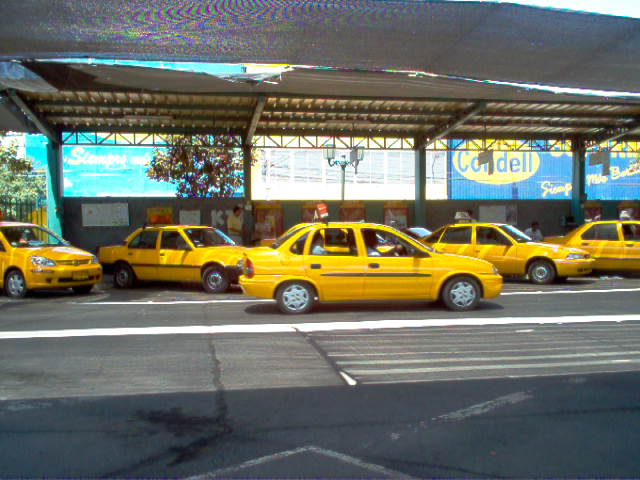
Colectivos en el "Rodoviario" de Rancagua.

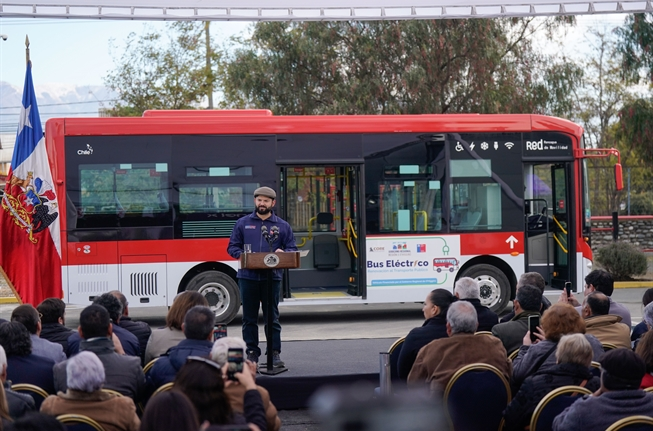
En mayo de 2024, el presidente Gabriel Boric encabezó la implementación de buses eléctricos para el sistema de transporte urbano de Rancagua.

El transporte mayor de la ciudad lo componen autobuses comúnmente llamados micros. El parque de transporte mayor está compuesto en su mayoría por microbuses ligeros de mediana capacidad. Desde la implementación del plan de transporte Trans O'Higgins se hizo una división a los tipos de transporte: las micros de color rojo que son las de recorrido urbano y las de color verde que son las del tipo rural. Estas últimas son el pilar del transporte con las comunas que integran la Conurbación de Rancagua.
El transporte menor lo constituyen las líneas de taxis colectivos, que se dividen en los intercomunales y los netamente urbanos. Actualmente existe una restricción vehicular a los colectivos, que forman parte importante del parque automotriz de la ciudad.
El Rodoviario es la terminal donde se concentra la locomoción hacia las comunas aledañas a la ciudad, tanto en transporte mayor como menor.

### Medios de transporte públicos
El principal terminal de la ciudad es el Terminal O'Higgins, ubicado en la intersección de la Av. Libertador Bernardo O'Higgins (también conocida como Alameda) y la Ruta 5 sur.
Desde este terminal operan empresas de buses interprovinciales con destinos a otras ciudades de Chile como Viña del Mar, Valparaíso, Santiago, San Fernando, Curicó, Talca, Chillán, Concepción, Temuco y Osorno; y también el Terminal Rodoviario ubicado en Dr. Salinas, con recorridos rurales como Doñihue, Coltauco, San Vicente, Peumo, Las Cabras y Pichilemu; también tienen destino a la Región Metropolitana, como San Pedro de Melipilla y Alhué y a la Quinta Región como Cartagena y San Antonio. 

### Ferrocarriles

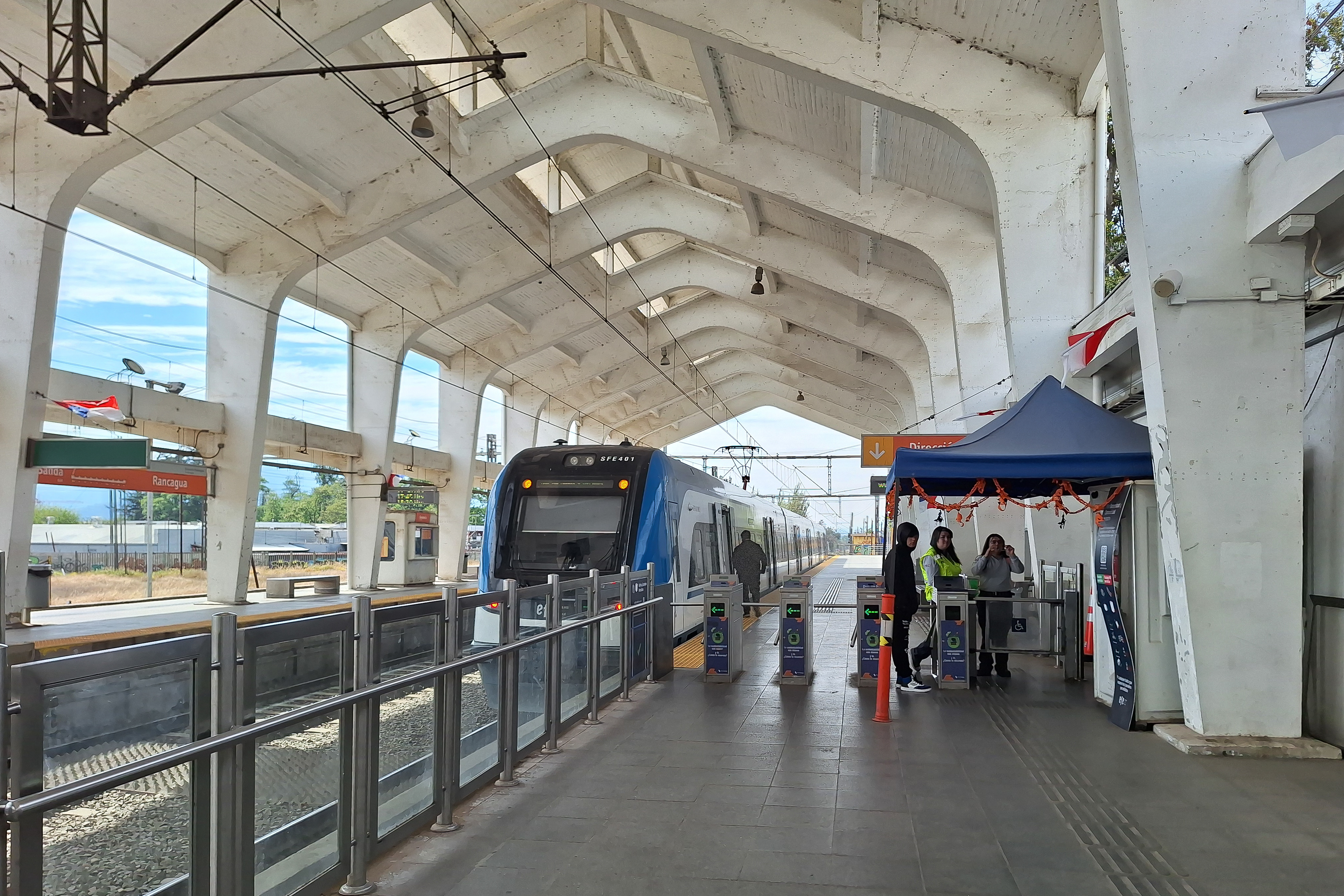
Estación de Ferrocarriles de Rancagua.

El ferrocarril estatal, a través de la Estación Rancagua, se ha transformado en una importante alternativa de transporte en la ciudad y comunas aledañas, que cobra mayor importancia gracias al servicio del Tren Rancagua-Estación Central de la empresa EFE Central, filial de EFE. El Tren es uno de los métodos preferidos de los rancagüinos para trasladarse a otras comunas de la región y a la capital nacional. Este último viaje dura aproximadamente una hora y cuarto.

### Transporte aéreo
En las afueras del centro de la ciudad, el Aeródromo Militar "La Independencia", perteneciente a la Brigada de Aviación del Ejército de Chile, donde se encuentra asentado el Club Aéreo de Rancagua, institución que entre otras labores, realiza vuelos populares donde turistas se pueden embarcar en sus aviones y conocer desde el aire las comunas de Machalí, Graneros y Rancagua. También hay servicio aéreos de Helicópteros no regulares de la empresa Discovery Air S.A. y ALFA Helicopters a través del helipuerto de la empresa Discovery Air S.A. ubicado al oriente de la ciudad.

## Deportes

### Actividades deportivas

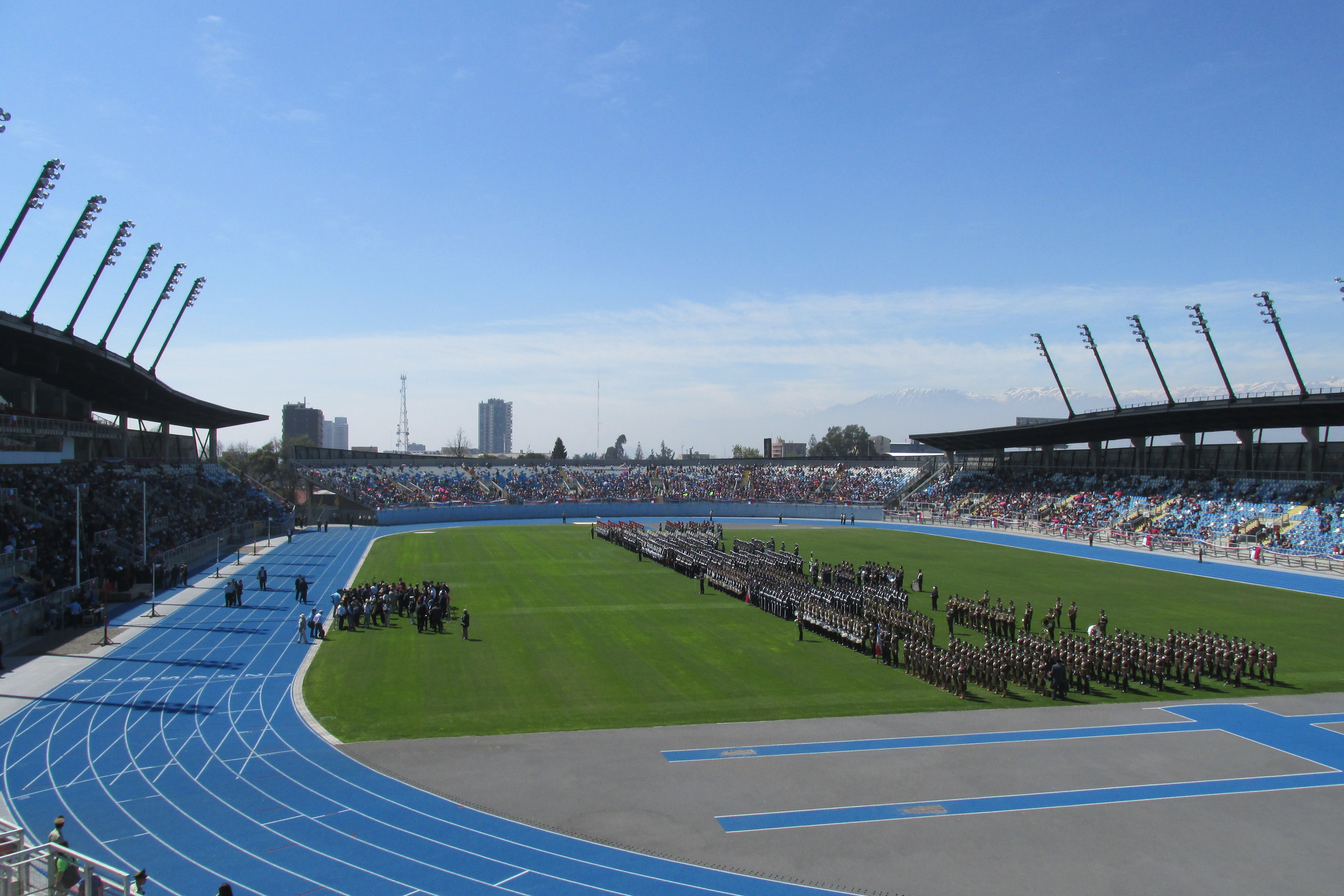
Estadio El Teniente.

La actividad deportiva en la ciudad es variada. Los clubes deportivos de fútbol y los de tenis acaparan gran cantidad de miembros.
El club de fútbol más famoso de la ciudad es O'Higgins, que milita actualmente en la primera categoría del fútbol chileno, el Campeonato Nacional. El Club Deportivo O'Higgins tuvo grandes glorias pasadas, cuando con la ayuda del mineral El Teniente se convirtió en los años 1970 y 1980 en uno de los equipos con más asistencia a los estadios en el fútbol nacional, llegando a participar en la Copa Libertadores de América en varias oportunidades, siendo su mejor actuación una semifinal, además de ser campeón y supercampeón del fútbol chileno.
Desde el año 2012, el club Tomás Greig se integró a la competencia nacional, disputando actualmente la tercera división B de Chile. Además, el Club Deportivo Rancagua Sur, fundado hace más de 57 años, actualmente compite en la tercera división A de Chile.
Otros clubes que han participado anteriormente en los Campeonatos Nacionales de Fútbol en Chile han sido Coinca, Cultural Orocoipo, Rancagua Oriente y Enfoque de Rancagua.
| Equipo            | Deporte | Competición                 | Estadio                          | Creación               |
| ----------------- | ------- | --------------------------- | -------------------------------- | ---------------------- |
| O'Higgins         | Fútbol  | Campeonato Nacional         | Estadio El Teniente              | 7 de abril de 1955     |
| C.D. Rancagua Sur | Fútbol  | Tercera división A de Chile | Estadio municipal de Lourdes     | 26 de enero de 1961    |
| Deportes Rancagua | Fútbol  | Tercera división B de Chile | Estadio municipal Patricio Mekis | 7 de noviembre de 2015 |

### Infraestructura deportiva
El principal coliseo de la ciudad es el estadio El Teniente, propiedad de CODELCO División El Teniente, y sede del Club O'Higgins. El estadio El Teniente tiene capacidad para alrededor de 14 000 personas.

Este complejo fue testigo de la Copa Mundial de Fútbol de 1962, organizado por Chile. En esta ocasión Rancagua fue ciudad sede, gracias a la ayuda de la Braden Copper Company, junto a las ciudades de Viña del Mar, Arica y Santiago. En el estadio El Teniente se disputaron todos los partidos del Grupo D (compuesto por Inglaterra, Argentina, Bulgaria y Hungría) y un partido de los cuartos de final (Yugoslavia v/s Alemania Federal).

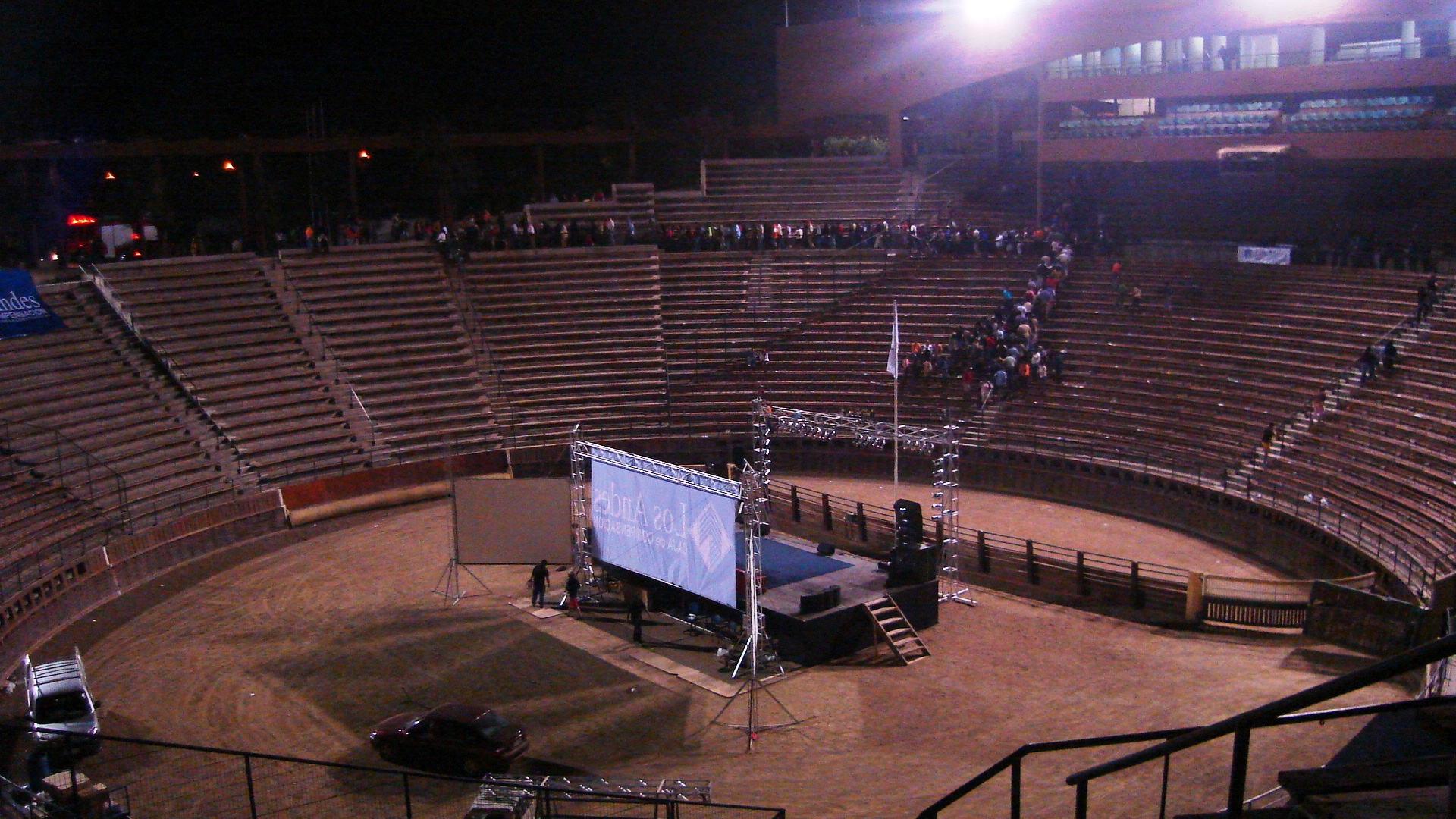
Medialuna Monumental de Rancagua.

Muy importante para el deporte local es la Medialuna Monumental, donde todos los años se realiza la mayor cita del rodeo chileno, el «Champion de Chile». Luego de su remodelación, la Medialuna ha sido testigo de importantes encuentros tenísticos, como la despedida del tenista nacional Marcelo "Chino" Ríos ante el jugador Goran Ivanišević el 15 de diciembre de 2004, o el encuentro de Chile y Eslovaquia por la Copa Davis durante los días 10, 11 y 12 de febrero de 2006.
Otros complejos deportivos de la ciudad son, el Club Ansco (CODELCO), el complejo Patricio Mekis (unido a la Medialuna Monumental), el Gimnasio Hermógenes Lizana, el Centro de Entrenamiento Regional (CER), el Estadio Marista (en el límite con Machalí), el Autódromo Internacional de Codegua en el límite con Codegua y el Complejo Deportivo San Damián.

## Medios de comunicación
Si bien Rancagua no es un centro neurálgico en materia telecomunicacional a nivel nacional, posee diversos medios de comunicación local y regional.

### Prensa escrita e internet
- Diario El Rancagüino, que funciona desde 1915 (antes llamado La Semana). El Rancagüino es miembro de la Asociación Nacional de la Prensa y de la Sociedad Interamericana de Prensa.[70]
- Diario El Tipógrafo de circulación gratuita algunos días de la semana.
- Ene-Datos, este último dirigido a la publicación de avisos comerciales, y de distribución en las VI y VII Regiones.

En la búsqueda de nuevas formas de información, distintos grupos han propuesto y concretado algunas alternativas de informativos locales, aprovechando las herramientas de Internet, como el Diario La Visión Digital, El Rancahuaso, El Incendio, El Cachapoal y VI Región.

### Radioemisoras
Existen diversas emisoras radiales locales que transmiten desde esta ciudad; las más importantes son: Radio Rancagua en señales AM y FM, que es la radio en funcionamiento más antigua del país después del fin de Radio Chilena, y Radio Bienvenida, la única red de emisoras de la región.
En la ciudad de Rancagua transmiten un total de 30 emisoras en la banda de frecuencia modulada y 3 emisoras en la banda de amplitud modulada.

#### FM
| Banda | Frecuencia | Nombre              | Cobertura | Nota                                        |
| ----- | ---------- | ------------------- | --------- | ------------------------------------------- |
| FM    | 90.1 MHz   | Radio Magistral     | Rancagua  | Cadena regional de radio                    |
| FM    | 90.5 MHz   | Radio Cooperativa   | Rancagua  | Cadena nacional de radio                    |
| FM    | 90.9 MHz   | Radio Fiessta       | Rancagua  | Estación de radio local                     |
| FM    | 91.3 MHz   | Radio Caramelo      | Rancagua  | Estación de radio local                     |
| FM    | 91.7 MHz   | Radio Pudahuel      | Rancagua  | Cadena nacional de radio                    |
| FM    | 92.5 MHz   | Radio Bonita        | Rancagua  | Estación de radio local                     |
| FM    | 93.3 MHz   | Radio Bienvenida    | Rancagua  | Cadena regional de radio                    |
| FM    | 94.1 MHz   | FM Tú               | Rancagua  | Estación de radio local                     |
| FM    | 95.1 MHz   | Radio Orocoipo      | Rancagua  | Estación de radio local                     |
| FM    | 95.7 MHz   | Radio Infinita      | Rancagua  | estación local                              |
| FM    | 96.3 MHz   | Power FM            | Rancagua  | Estación de radio local                     |
| FM    | 96.7 MHz   | Radio La Poderosa   | Rancagua  | Estación local de radio                     |
| FM    | 97.3 MHz   | Caravana FM         | Rancagua  | Estación de radio local                     |
| FM    | 97.9 MHz   | Primordial FM       | Rancagua  | Estación de radio local                     |
| FM    | 98.3 MHz   | Estilo FM           | Rancagua  | Cadena nacional de radio                    |
| FM    | 98.9 MHz   | Tipógrafo Radio     | Rancagua  | Estación de radio local                     |
| FM    | 99.5 MHz   | Radio Rancagua      | Rancagua  | Estación de radio local                     |
| FM    | 99.9 MHz   | Radio Bío-Bío       | Rancagua  | Cadena nacional de radio                    |
| FM    | 100.3 MHz  | Radio Armonia       | Rancagua  | Cadena nacional de radio                    |
| FM    | 100.7 MHz  | Los 40              | Rancagua  | Cadena nacional de radio                    |
| FM    | 101.1 MHz  | FM Dos              | Rancagua  | Cadena nacional de radio                    |
| FM    | 102.3 MHz  | El Conquistador FM  | Rancagua  | Estación local                              |
| FM    | 103.7 MHz  | ADN Radio Chile     | Rancagua  | Cadena nacional de radio                    |
| FM    | 104.3 MHz  | Corazón FM          | Rancagua  | Cadena nacional de radio                    |
| FM    | 104.7 MHz  | Romántica FM        | Rancagua  | Cadena nacional de radio                    |
| FM    | 105.9 MHz  | Original FM         | Rancagua  | Estación de radio local                     |
| FM    | 106.5 MHz  | Radio Inusual       | Rancagua  | Estación de radio local                     |
| FM    | 107.1 MHz  | Radio BBN           | Rancagua  | Estación de radio local de mínima cobertura |
| FM    | 107.5 MHz  | Radio Aliento       | Rancagua  | Estación de radio local de mínima cobertura |
| FM    | 107.9 MHz  | Radio Uno es Cristo | Rancagua  | Estación de radio local de mínima cobertura |

AM
| Banda | Frecuencia | Nombre                        | Cobertura | Nota                    |
| ----- | ---------- | ----------------------------- | --------- | ----------------------- |
| AM    | 1510 kHz   | Radio Poder Pentecostal       | Rancagua  | Estación de radio local |
| AM    | 1570 kHz   | Radio Cristo Llama Al Pecador | Rancagua  | Estación de radio local |

### Televisión
En un principio a Rancagua llegaban las señales de televisión y radio procedentes directamente de Santiago de Chile o algunas repetidoras procedentes de Valparaíso, Sewell y Santa Cruz. Para recibirlas, los rancagüinos montaban en sus casas sendas antenas de hilo; el número de éstas llegó a ser tal, que rápidamente -décadas de 1970 y 1980- Rancagua pasó a ser conocida como La Ciudad de las Antenas.[cita requerida] Esto, hasta 1988, cuando se instaló en la ciudad la repetidora de la Televisión Nacional de Chile y desde 1990 en adelante, de los demás canales, lo cual hizo innecesarias dichas antenas.[cita requerida] Las repetidoras de los canales santiaguinos se ubican en el cerro Orocoipo y en el cerro 866, cercano a Graneros.
También hay 2 canales de televisión que se transmiten desde la capital de la VI Región: La emisora del canal para televisión por cable Sextavisión, además de la repetidora local de Televisión Nacional de Chile en la señal abierta y digital, llamada Red O'Higgins, que interrumpe la señal nacional para emitir en la noche un noticiario de noticias regionales.
Canales HD
- 4.1 - Mega HD
- 4.2 - Mega 2
- 8.1 - Canal 13 HD
- 8.2 - T13 En Vivo
- 10.1 - Chilevisión HD
- 10.2 - UChile TV
- 12.1 - TVN HD
- 12.2 - NTV

## Ciudades hermanas
La ciudad de Rancagua ha realizado diversos hermanamientos con otras ciudades del orbe, así como también ha firmado varios acuerdos de cooperación económica y cultural. Algunas de las ciudades con que Rancagua mantiene relaciones de este tipo son:
- San Fernando, Chile
- Mendoza, Argentina
- Pergamino, Argentina
- Rancagua, Argentina
- Curitiba, Brasil
- Tongzhou, República Popular China
- Paju, Corea del Sur[71]
- Logroño, España
- Miajadas, España[72]
- Bergen, Noruega
- Bielsko-Biała, Polonia
- San Francisco, Argentina